# Locomotivă cu abur

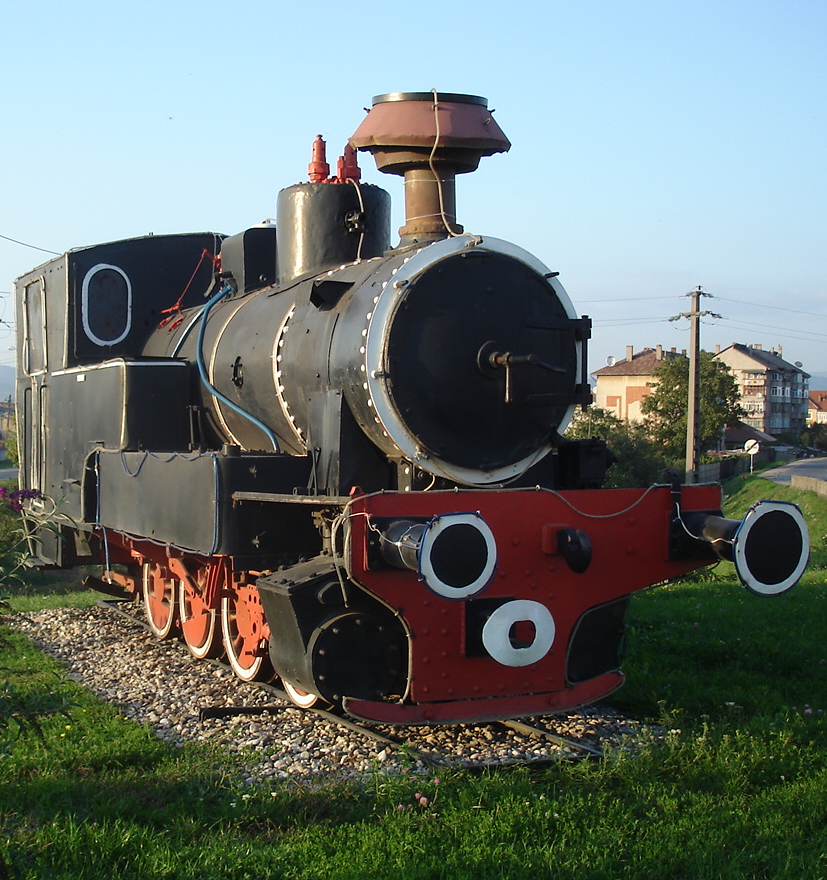
Locomotivă cu ecartament îngust, expusă la intrarea în orașul Orăștie

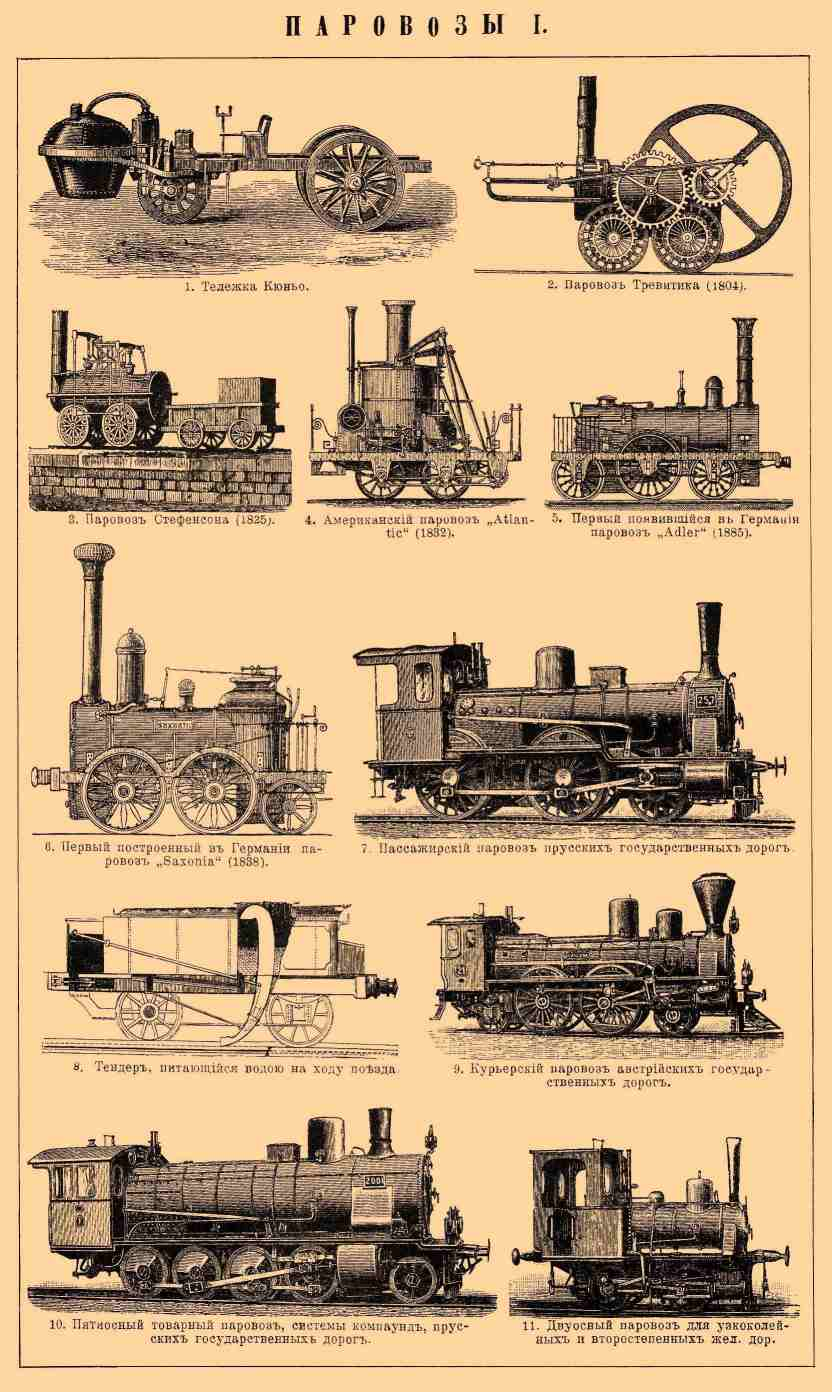
Locomotive cu abur celebre într-o ilustrație din Brockhaus and Efron Encyclopedic Dictionary (1890-1907)

Locomotiva cu abur este o locomotivă propulsată cu ajutorul forței aburului. În varianta clasică, prin arderea unui combustibil fosil este încălzită apa dintr-un cazan, fiind generat abur care împinge un piston, antrenând un dispozitiv bielă-manivelă conectat la roțile locomotivei. Pe lângă aceasta, au mai existat anumite variante de locomotive cu abur, precum cele fără focar, cele electrice și locomotivele cu turbină.
Motorul cu abur a fost folosit pe scară largă pentru locomotive timp de mai bine de o sută de ani, de la inventarea acestora la începutul secolului al XIX-lea, până la mijlocul secolului al XX-lea, acest mod de transport reprezentând baza dezvoltării comerțului și transportului internațional în acea perioadă. În această perioadă au fost realizate anumite progrese în ceea ce privește eficiența acestor motoare, dar insuficiente pentru a putea face față progreselor aduse de motoarele diesel și electrice.
În a doua jumătate a secolului trecut, locomotivele cu abur au fost gradual înlocuite cu tehnologia diesel și mai apoi și cu locomotive electrice datorită eficienței lor relativ reduse și din cauza cheltuielilor mari de exploatare, întreținere și reparații. Începând cu ultimul sfert al secolului al XX-lea, construcția de locomotive cu abur a devenit o excepție.  Ele continuă însă să fie folosite într-o anumită măsură pe linii istorice și foarte rar pe linii industriale în anumite țări ale lumii.

## Începutul

Locomotiva lui Trevithick

Înainte de a se ajunge la locomotiva cu abur au fost necesari doi pași importanți: îmbunătățirea substanțială a motorului cu abur de către inventatorul James Watt și construirea unei mașini cu abur de inventatorul francez Nicolas-Joseph Cugnot.
Primele căi ferate erau folosite la transportul mărfurilor pe șine de lemn. Înainte de inventarea locomotivei era folosită în acest scop tracțiunea animală. Tracțiunea animală s-a dovedit necorespunzătoare și, în căutarea unei alternative, a apărut prima locomotivă propulsată cu ajutorul puterii aburului. Un prim model funcțional a fost creat și construit de pionierul vapoarelor cu abur John Fitch în anii 1780 sau 1790. Mașinăria sa folosea zbaturi și era doar ghidată pe șine. Totuși, se consideră că prima locomotivă demnă de acest nume a fost construită de Richard Trevithick în 1804. Mai apoi, în 1829, inventatorul George Stephenson inaugurează locomotiva sa Racheta (engleză The Rocket) care este considerată prima locomotivă rentabilă. Racheta a fost prima locomotivă folosită pentru transportul de persoane între două orașe (Liverpool și Manchester).
În România, prima locomotivă cu abur a fost construită în anul 1872 la Reșița, pe atunci în componența Austro-Ungariei. Locomotiva avea ecartament îngust (948 mm), a fost construită după proiectul lui John Haswell și denumită Reșița 2.

## Tehnologie

### Componente

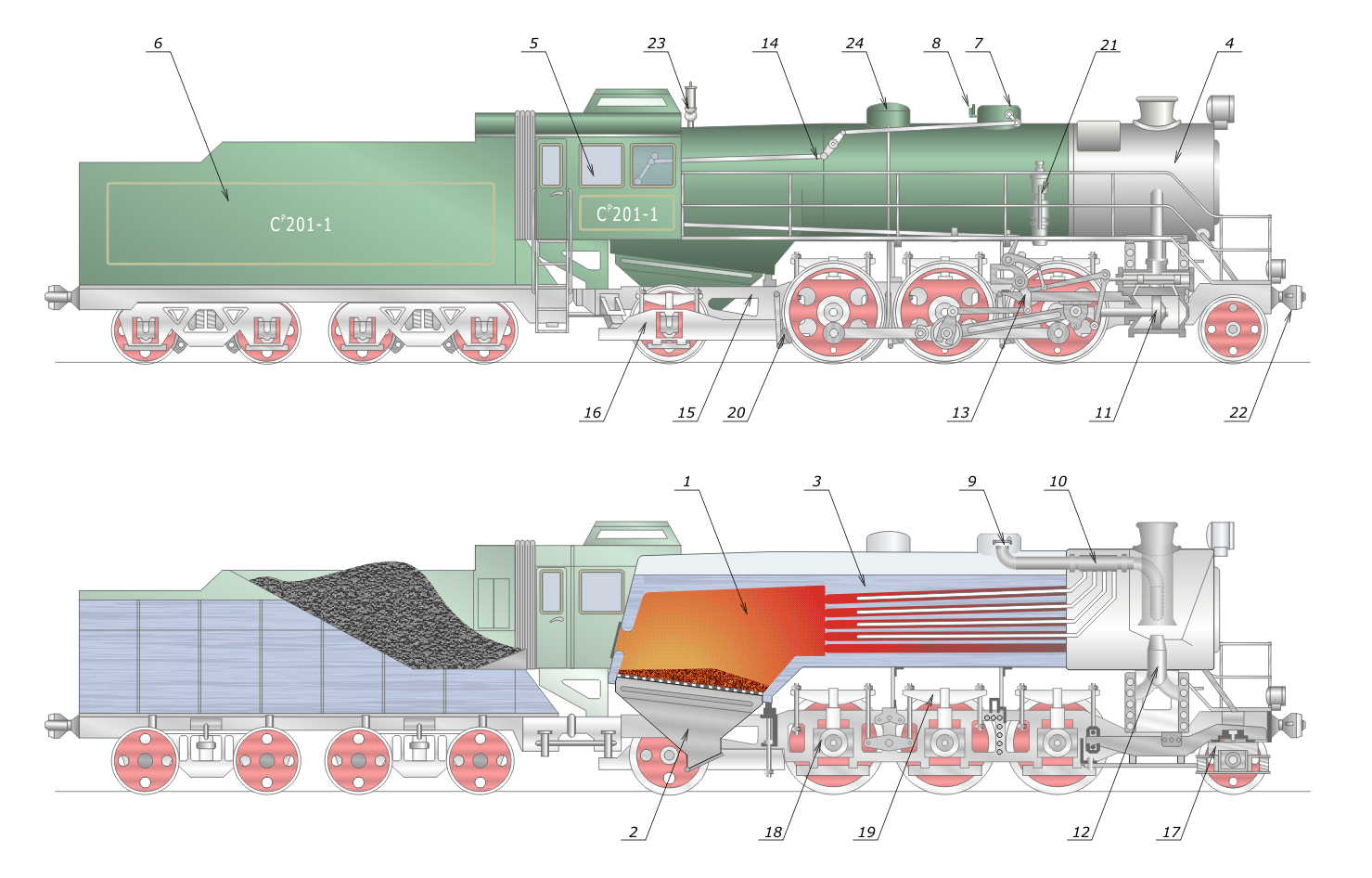
Componentele locomotivei cu abur: 1. Focarul (în care arde focul); 2. Cenușar (cutia cu cenușă); 3. Cazan; 4. Cutie de fum; 5. Cabina mecanicului; 6. Tender (pentru cărbune și apă); 7. Domul de abur; 8. Supapă de siguranță; 9. Regulator; 10. Supraîncălzitor; 11. Piston; 12. Țeava de evacuare a aburului; 13. Mecanismul de distribuție; 14. Pârghia fluturelui; 15. Cadrul locomotivei; 16. Boghiul posterior; 17. Boghiul anterior; 18. Suportul axului; 19. Suspensie cu arc de foi; 20. Sabotul frânei; 21. Pompă de aer; 22. Tampon de cuplare; 23. Fluier acționat de abur; 24. Domul cu nisip;

Cel mai simplu model de locomotivă cu abur are în componență un cazan încălzit prin arderea unui combustibil fosil (în general cărbune). Vaporii de apă sub presiune sunt colectați și apoi dirijați spre piston. Presiunea exercitată pe suprafața pistonului determină mișcarea bielei ce leagă pistonul de roată. Astfel mișcarea liniară a pistonului se transformă în mișcare circulară a roții.

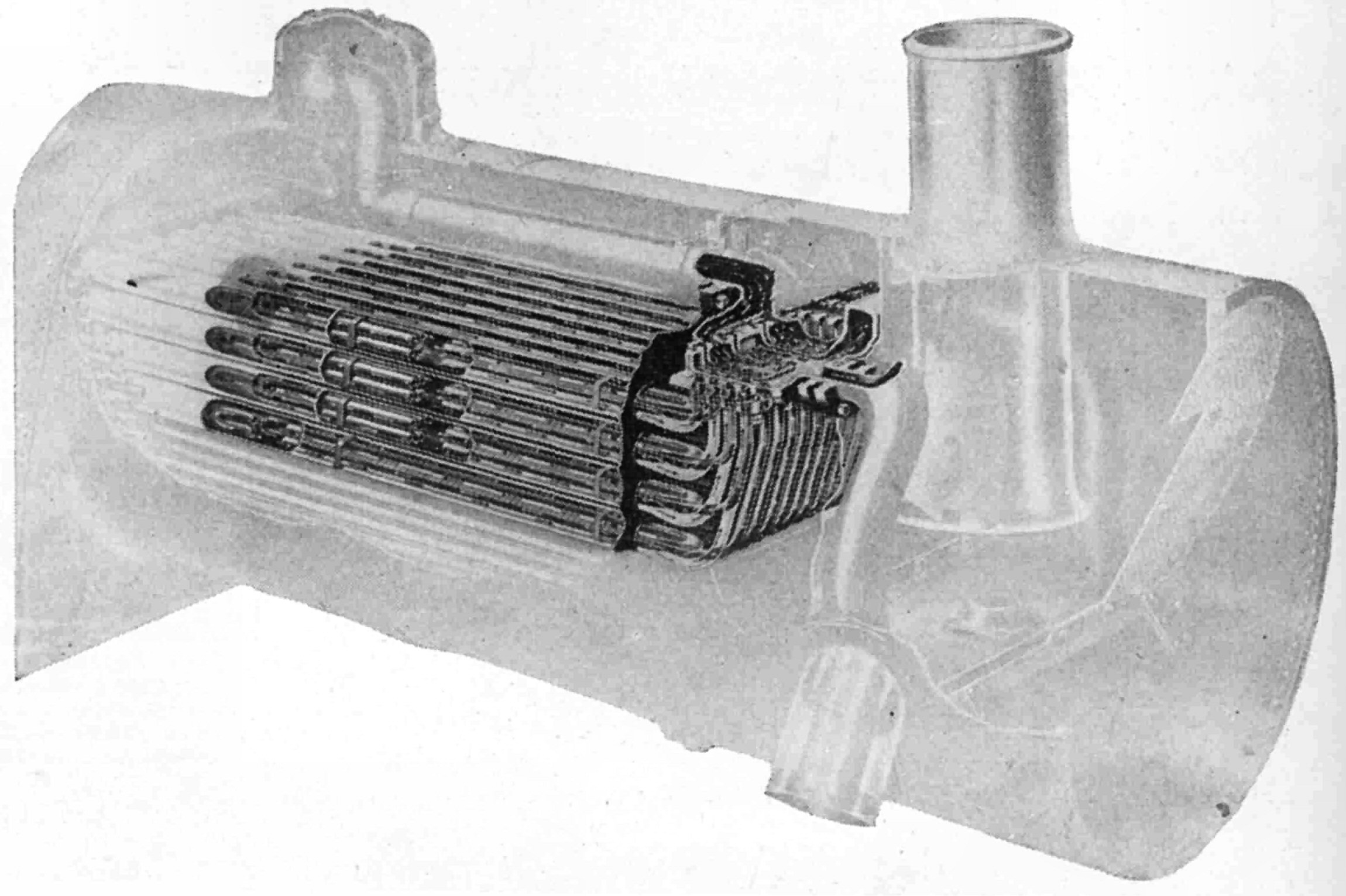
Cazan cu supraîncălzire

#### Cazanul
O locomotivă cu abur tipică este prevăzută cu un cazan și o cutie de foc în spate. În partea frontală a cazanului este cutia de fum iar din această cameră fumul iese prin coșul de fum. Aburul este colectat din partea superioară a cazanului și distribuit în cilindri.

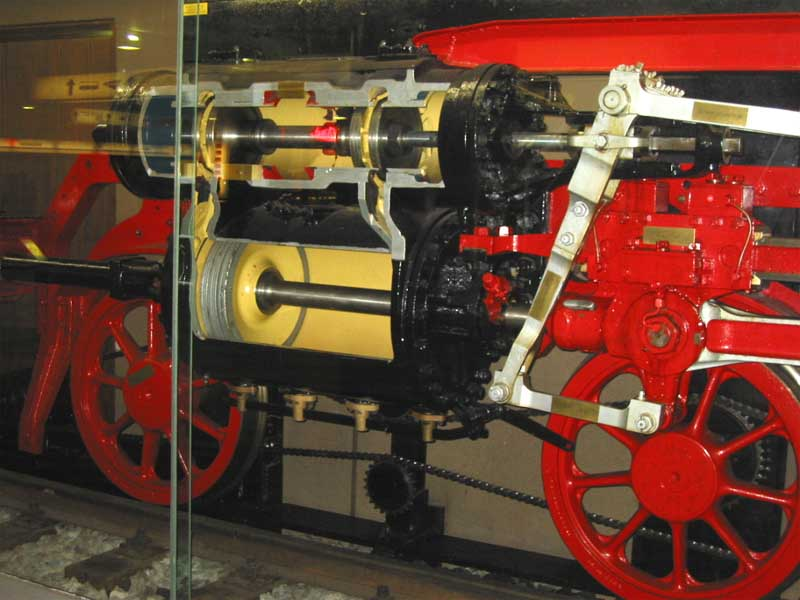
Secțiune prin cilindri

#### Cilindrii
Aburul trece prin sertar și pătrunde în cilindri. Pistoanele acționează roțile de tracțiune direct printr-o bielă cu cap de cruce. Supapele sertarului sunt comandate prin intermediul unor tije. Pistoanele sunt cu dublu efect (acționate din ambele direcții) iar în cazul locomotivelor cu două pistoane, situate de ambele părți, pistoanele lucrează defazate la 90°.

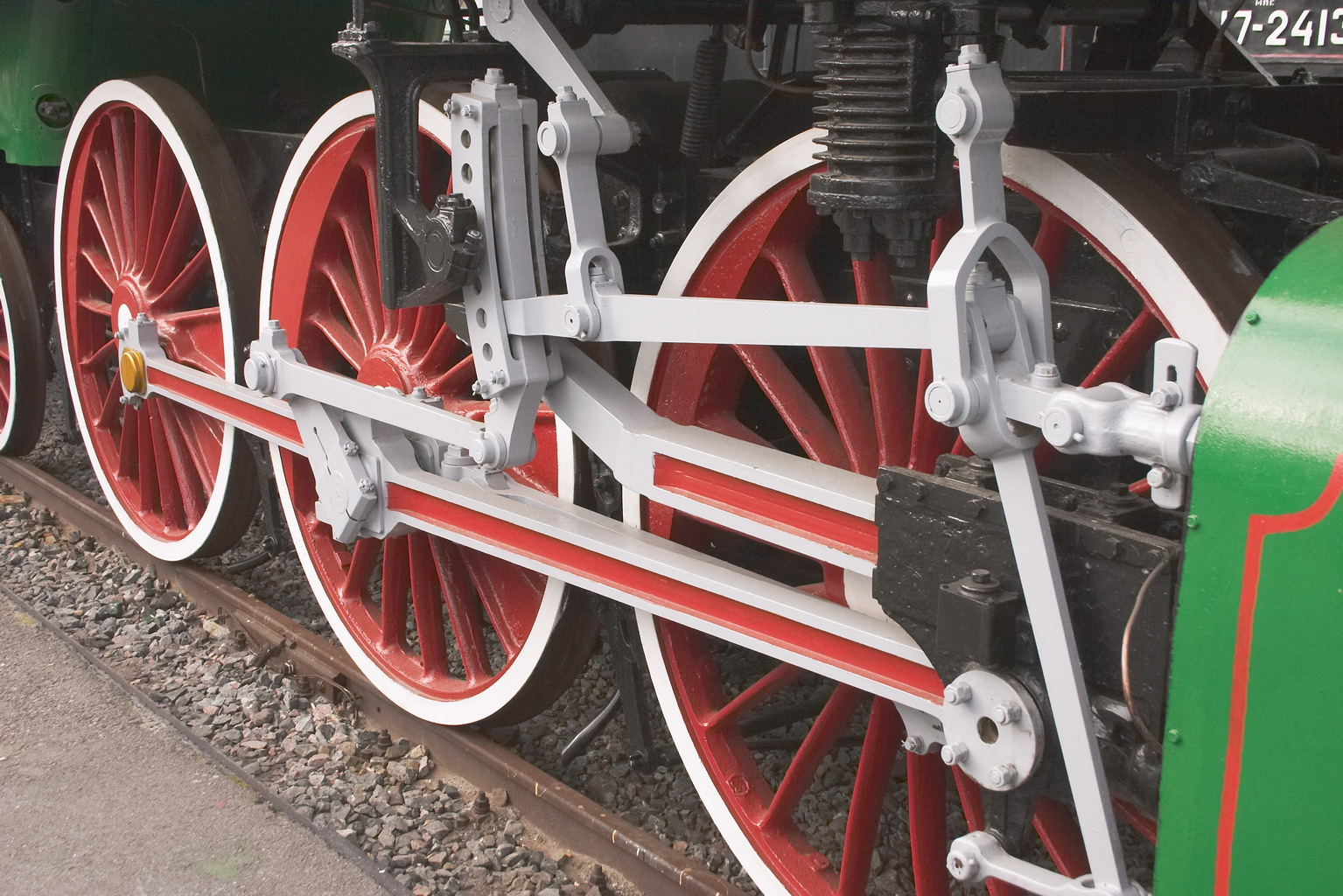
Sistemul de transmisie

#### Transmisia
Majoritatea locomotivelor cu abur erau lipsite de cutie de viteze și astfel sistemul de transmisie este foarte simplu, biela atașată pistonului acționând direct roata de tracțiune. În cazul în care există mai multe perechi de roți de tracțiune, biela pistonului pune în mișcare bielele de cuplare care leagă roțile de tracțiune.

#### Componente secundare

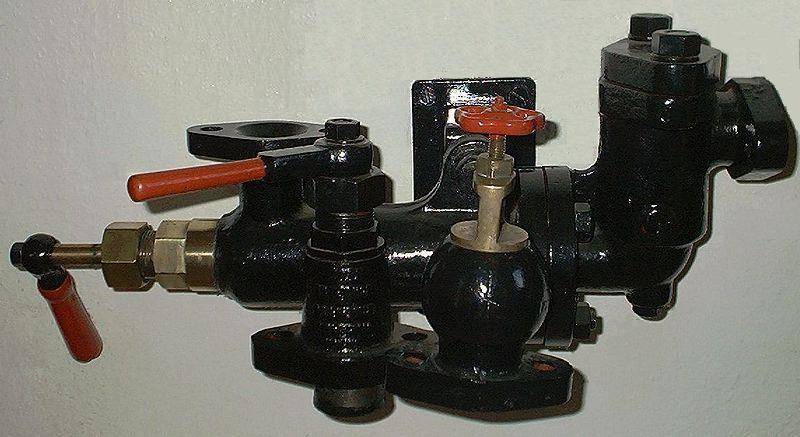
Injector cu abur

##### Pompe de abur și injectoare
Apa din cazan este sub presiune; pentru înlocuirea apei ce a fost consumată fără a reduce presiunea (și implicit puterea dezvoltată de motor) este nevoie de apă sub presiune. Vechile cazane foloseau în acest scop pompe acționate de pistoane. Mai târziu injectoarele cu abur și turbopompele au înlocuit pompele clasice. Nivelul apei din cazan putea fi observat cu ajutorul unor sticle de nivel.

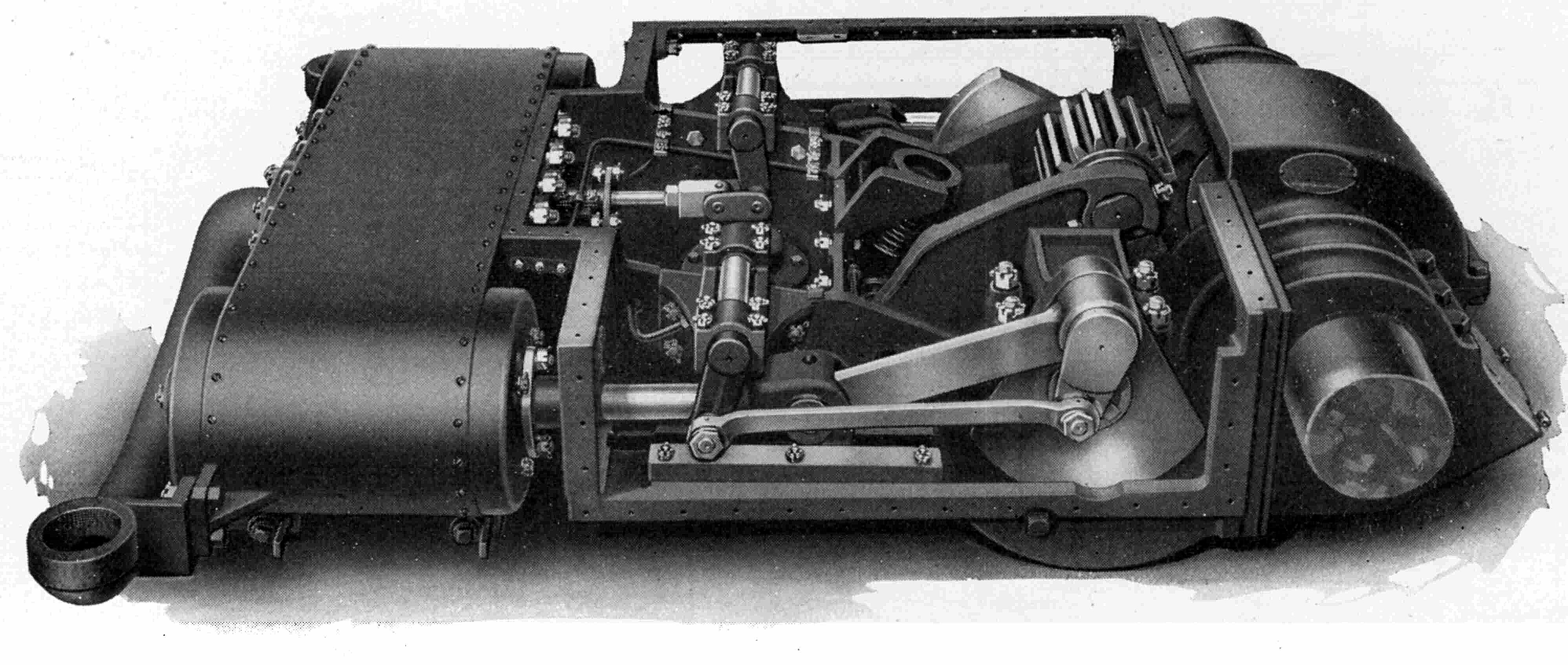
Motor auxiliar

##### Motor auxiliar
În Statele Unite (și mai rar în Australia și Regatul Unit), locomotivele erau uneori dotate cu un motor cu abur auxiliar. Acest motor era folosit doar la viteze reduse (mai ales la demaraj) pentru a acționa roțile posterioare ale locomotivei, iar apoi era oprit automat la o anumită viteză. Motoarele auxiliare erau construite cu doi cilindri și se cuplau la un singur ax, dezvoltând o putere de aproximativ 300 CP.

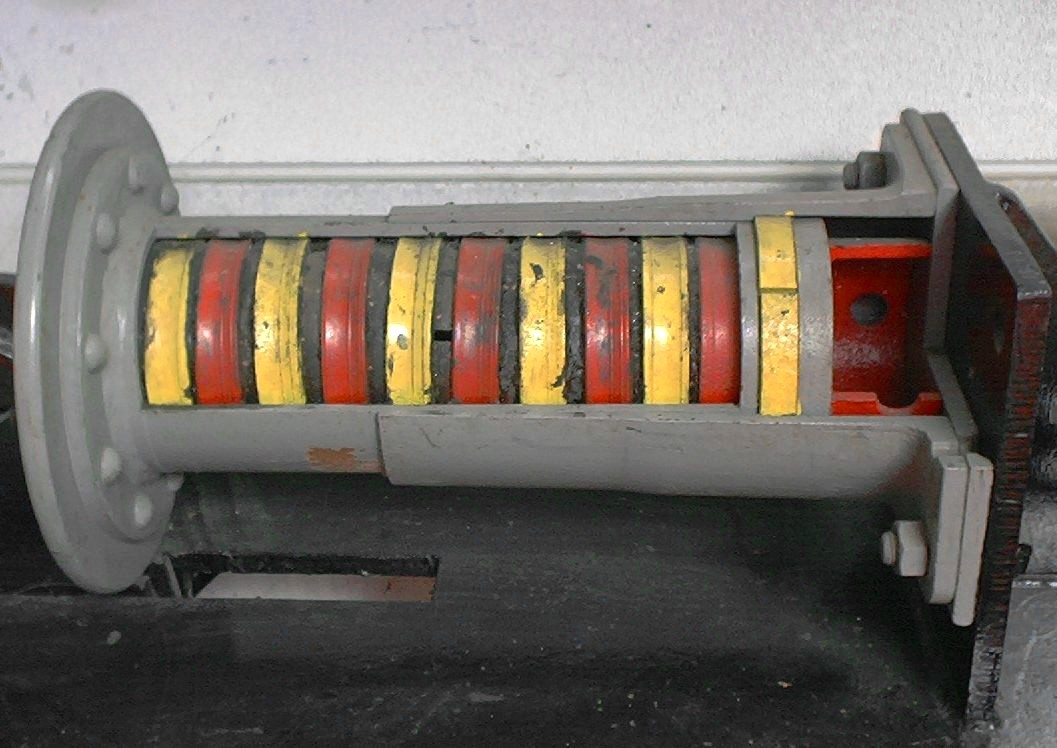
Tampon de cuplare

##### Altele

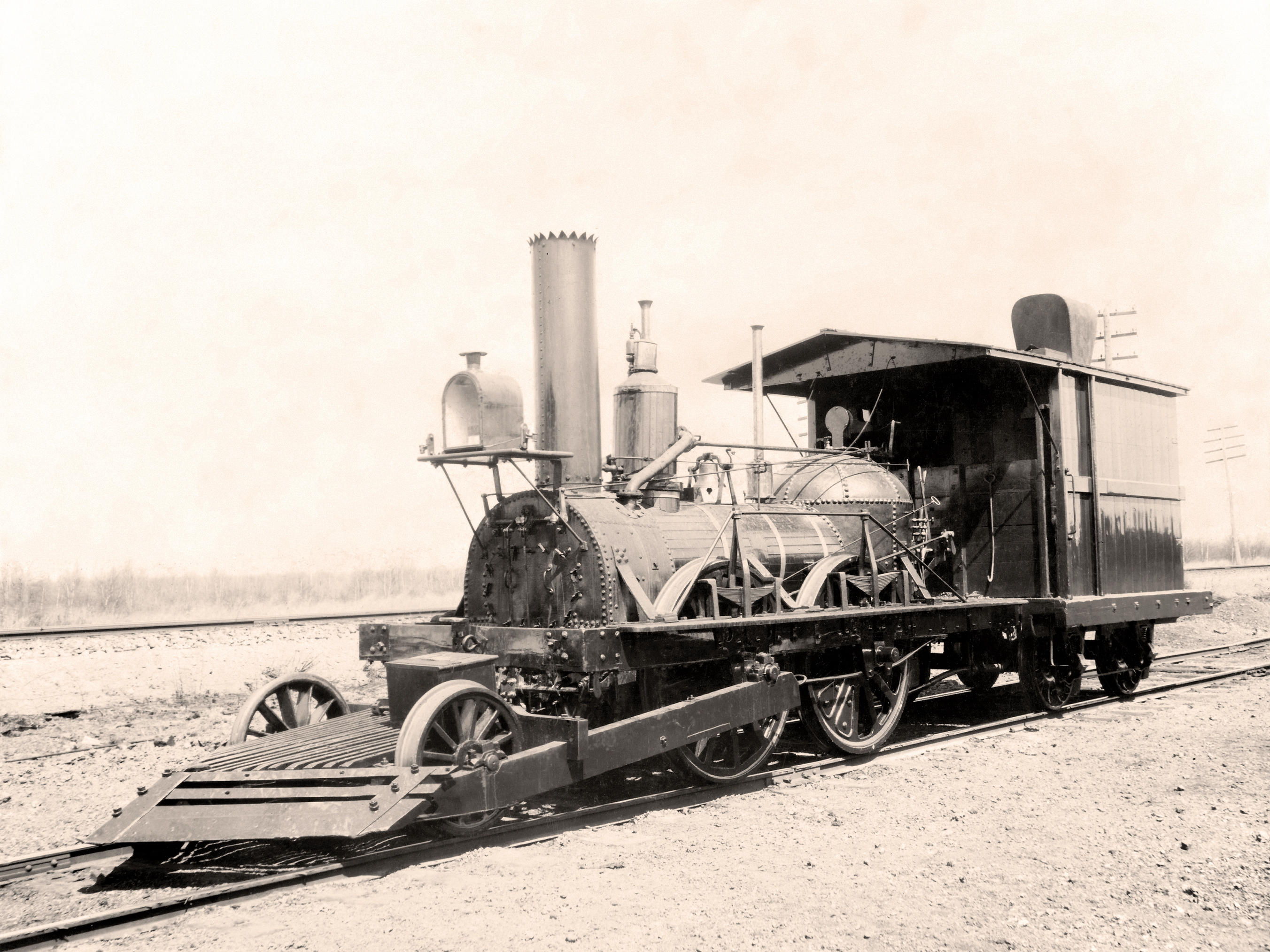
Grătarul locomotivei John Bull

Forța de tracțiune la cârlig necesară tractării vagoanelor este suportată de sistemul de cuplare, iar forța de împingere apărută la frânare este absorbită de tampoane. Împreună, acestea contribuie și la absorbirea impacturilor minore.
Locomotivele cu abur erau dotate cu grătar în partea din față, rolul acestuia fiind de a înlătura potențiale obiecte aflate pe șine. În acest fel se evitau avariile sau deraierea locomotivei, care, din pricina greutății avea o distanță de frânare foarte mare. În America de Nord, Australia și Africa de Sud aceste grătare erau construite mult mai mari și solide deoarece în aceste regiuni trenurile parcurgeau distanțe mari în zone sălbatice și aveau de a face cu animale masive (ex. bizonul în America de Nord) și alte probleme cauzate de fauna indigenă.
Când locomotivele au început a fi folosite și pe timp de noapte a fost necesară echiparea acestora cu faruri. La început au fost folosite lămpi cu petrol sau acetilenă, dar imediat ce luminile electrice au fost disponibile lămpile au fost înlocuite cu cele din urmă. În Marea Britanie luminile nu erau folosite pentru iluminare ci mai degrabă pentru a indica clasa trenului. Combinațiile a patru lumini erau folosite pentru codificarea clasei.
Clopoțeii și fluierele de abur au fost folosite încă din primele zile ale locomotivelor. Acestea erau în general folosite pentru a avertiza de apropierea unui tren în mișcare. În Marea Britanie, prin lege, căile ferate aveau gard de siguranță, astfel încât sistemele de avertizare sonoră erau obligatorii doar pentru trenurile care circulau pe drumuri (de exemplu în docuri sau în orașe).

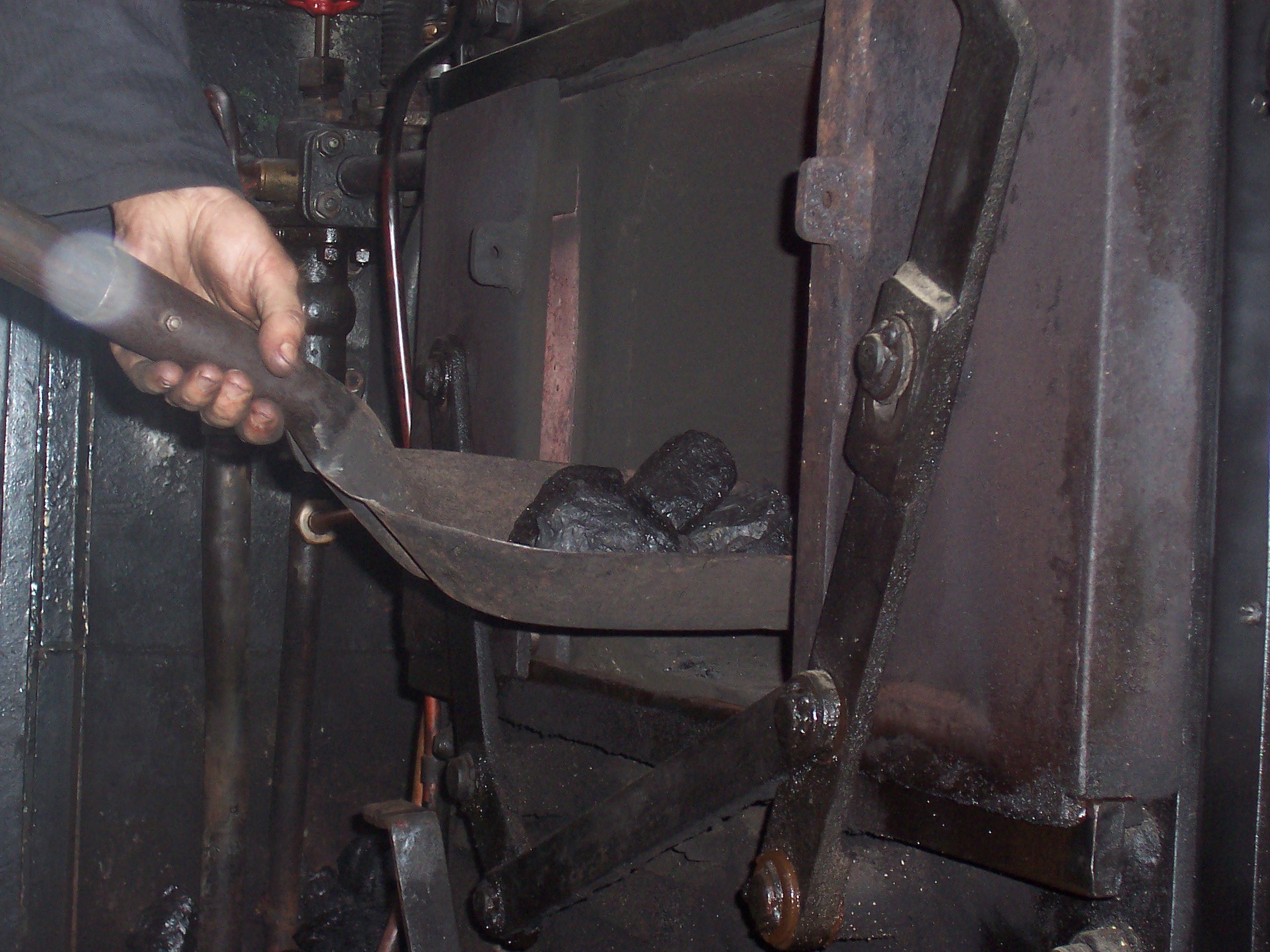
Alimentarea cu cărbune
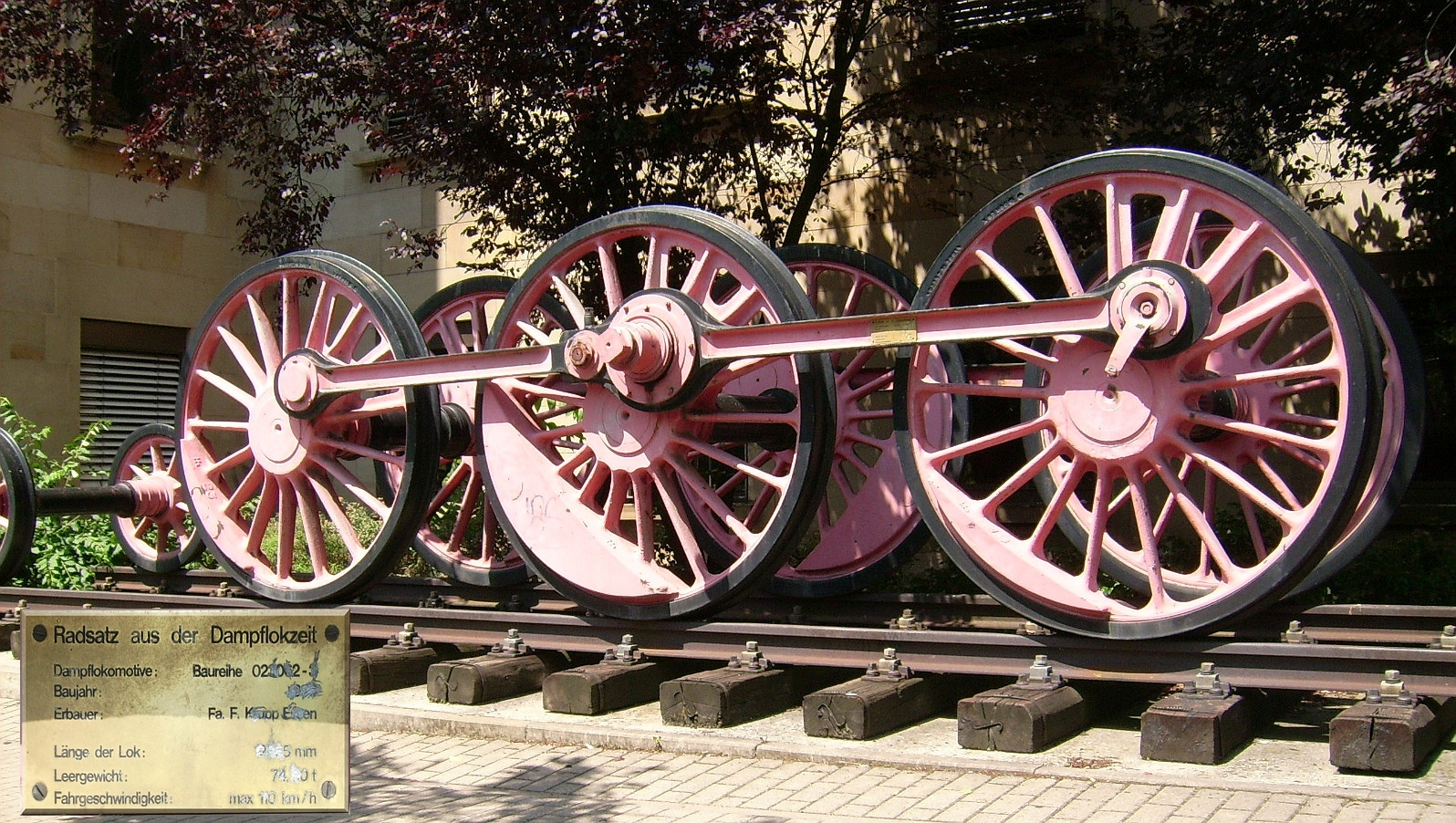
Roți de tracțiune legate cu biele de cuplare
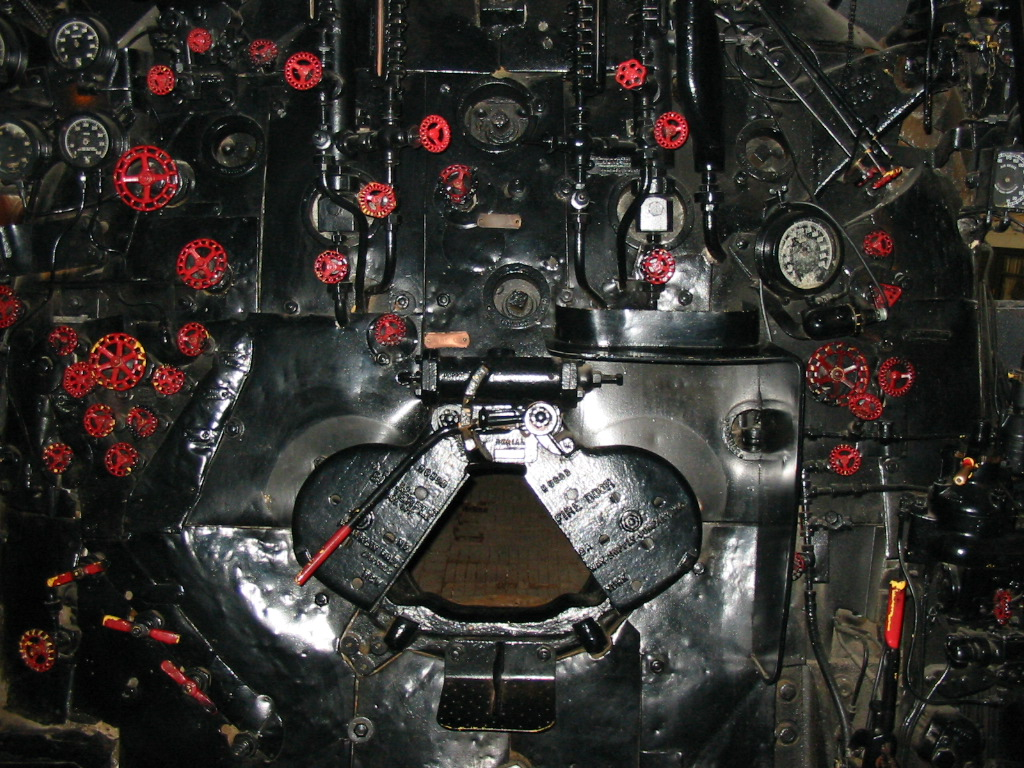
Interiorul cabinei locomotivei Big Boy
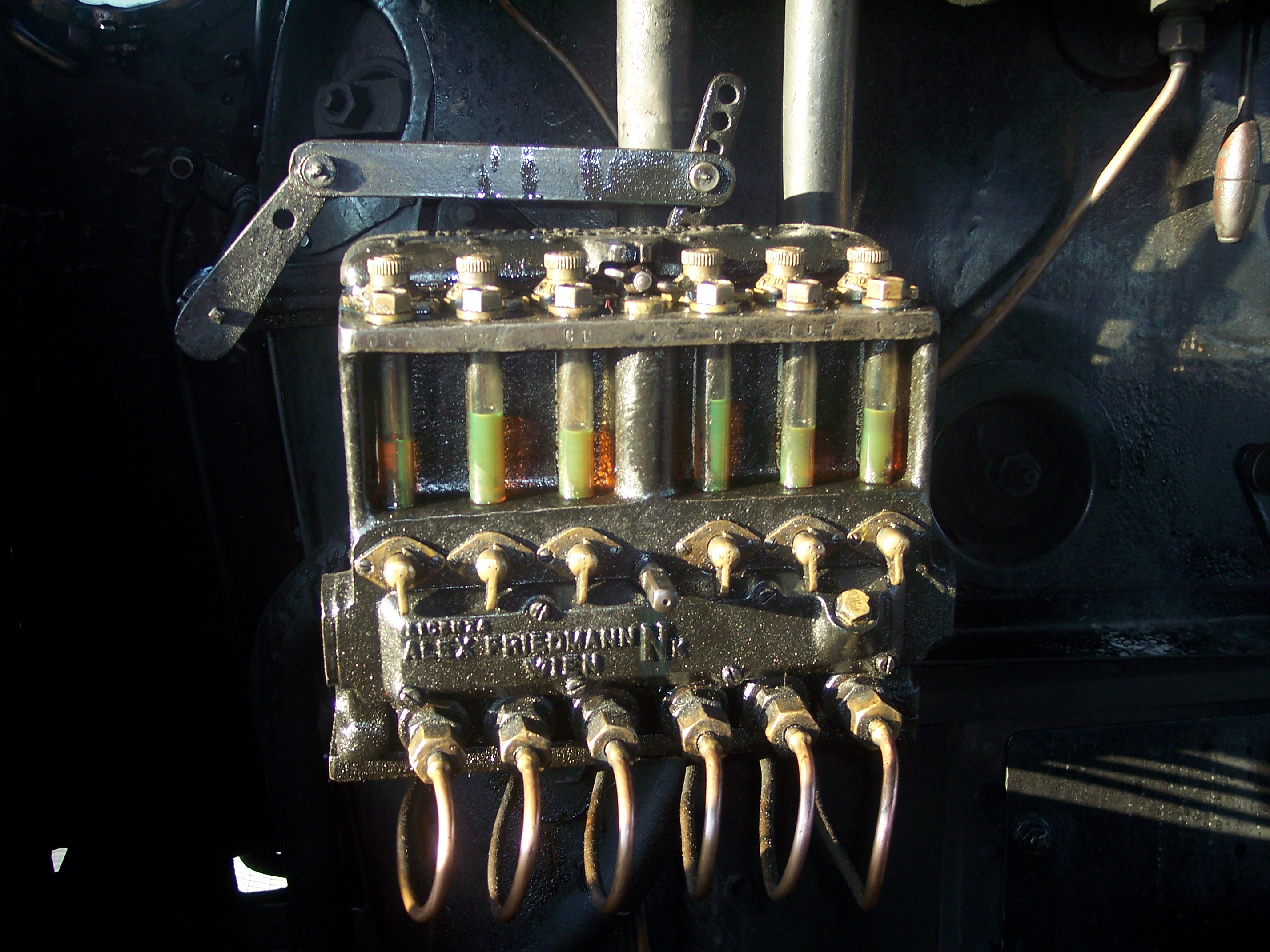
Pompă de ulei Friedmann
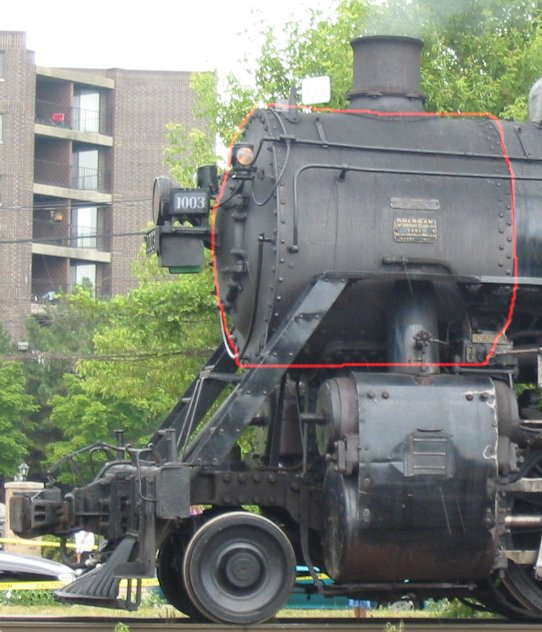
Camera de fum evidențiată
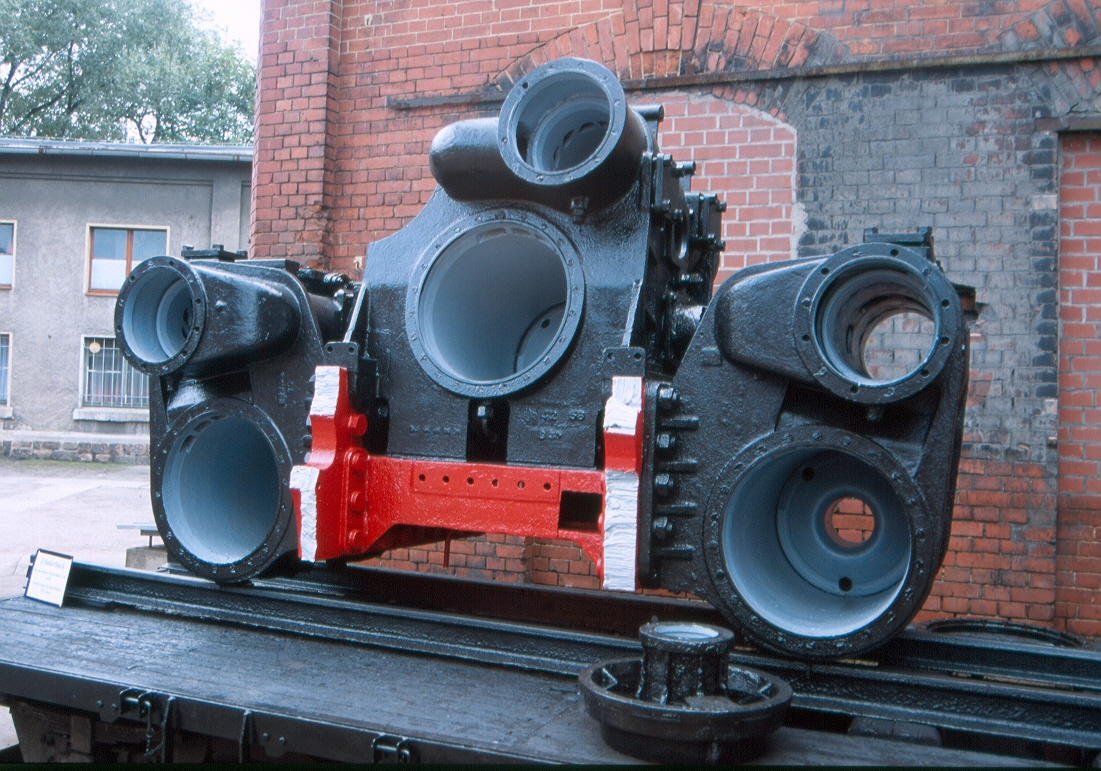
Cilindrii motori și cilindrii sertarelor
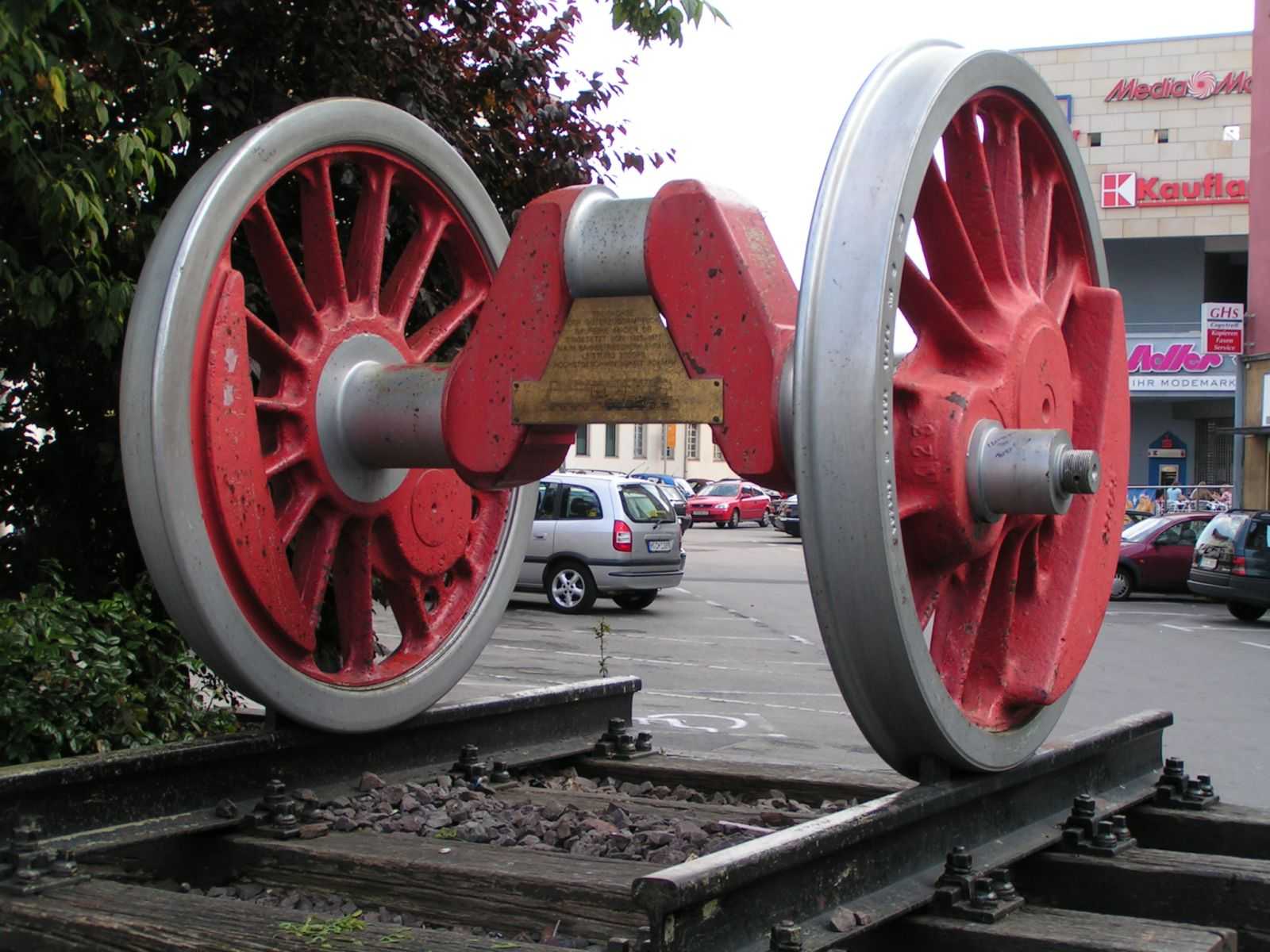
Ax cu roți de tracţiune
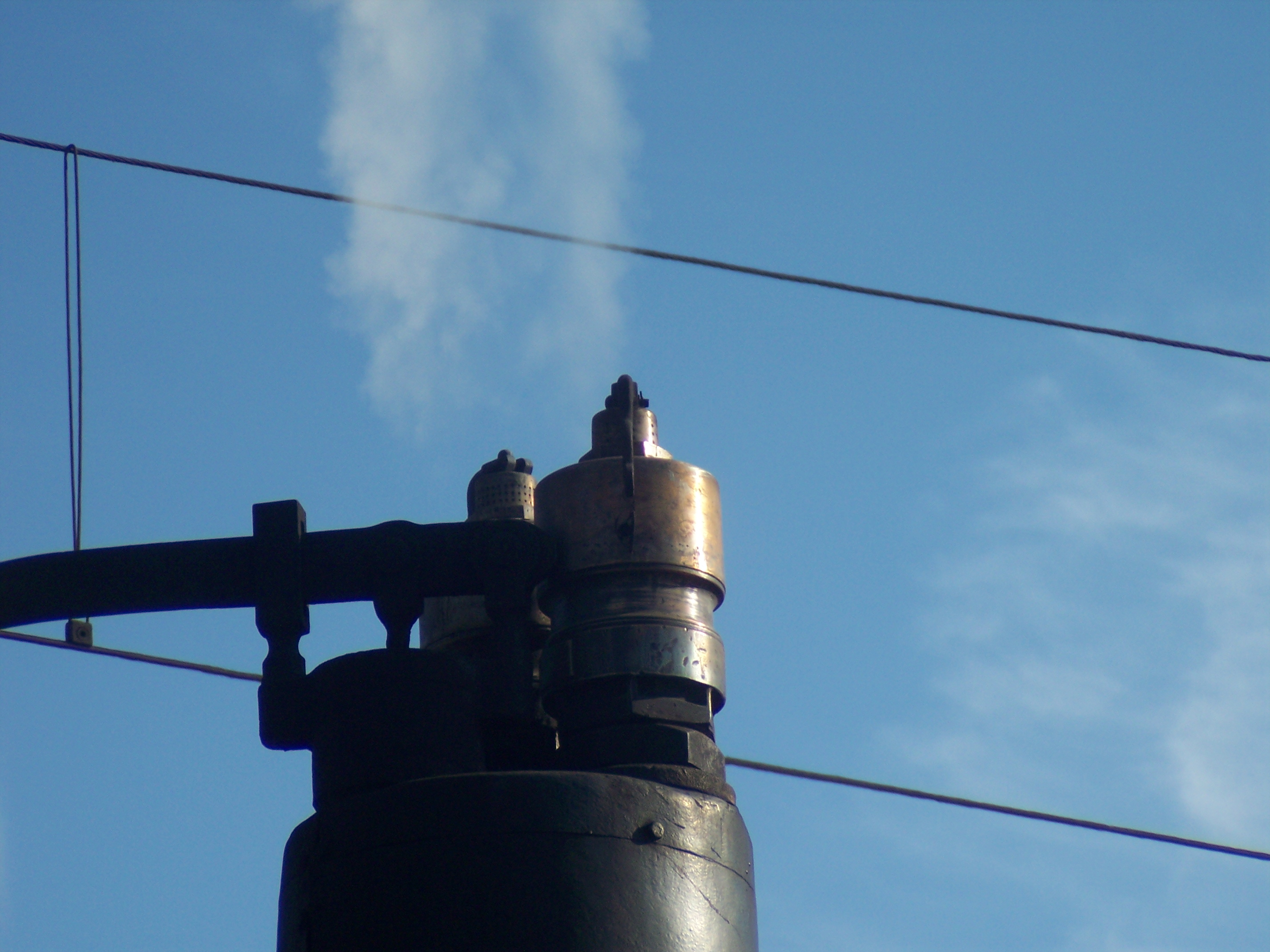
Supapa de siguranță
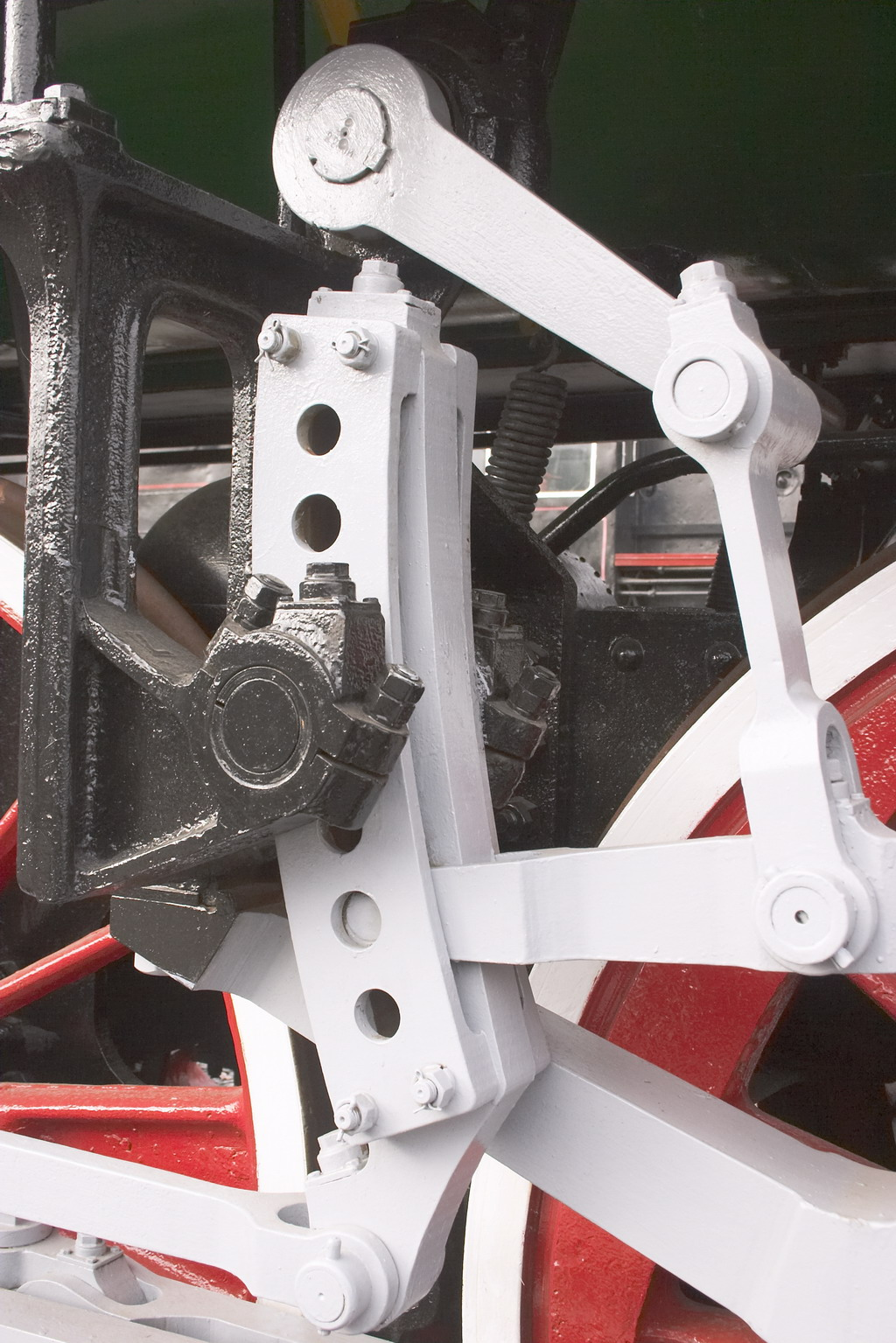
Balansoar
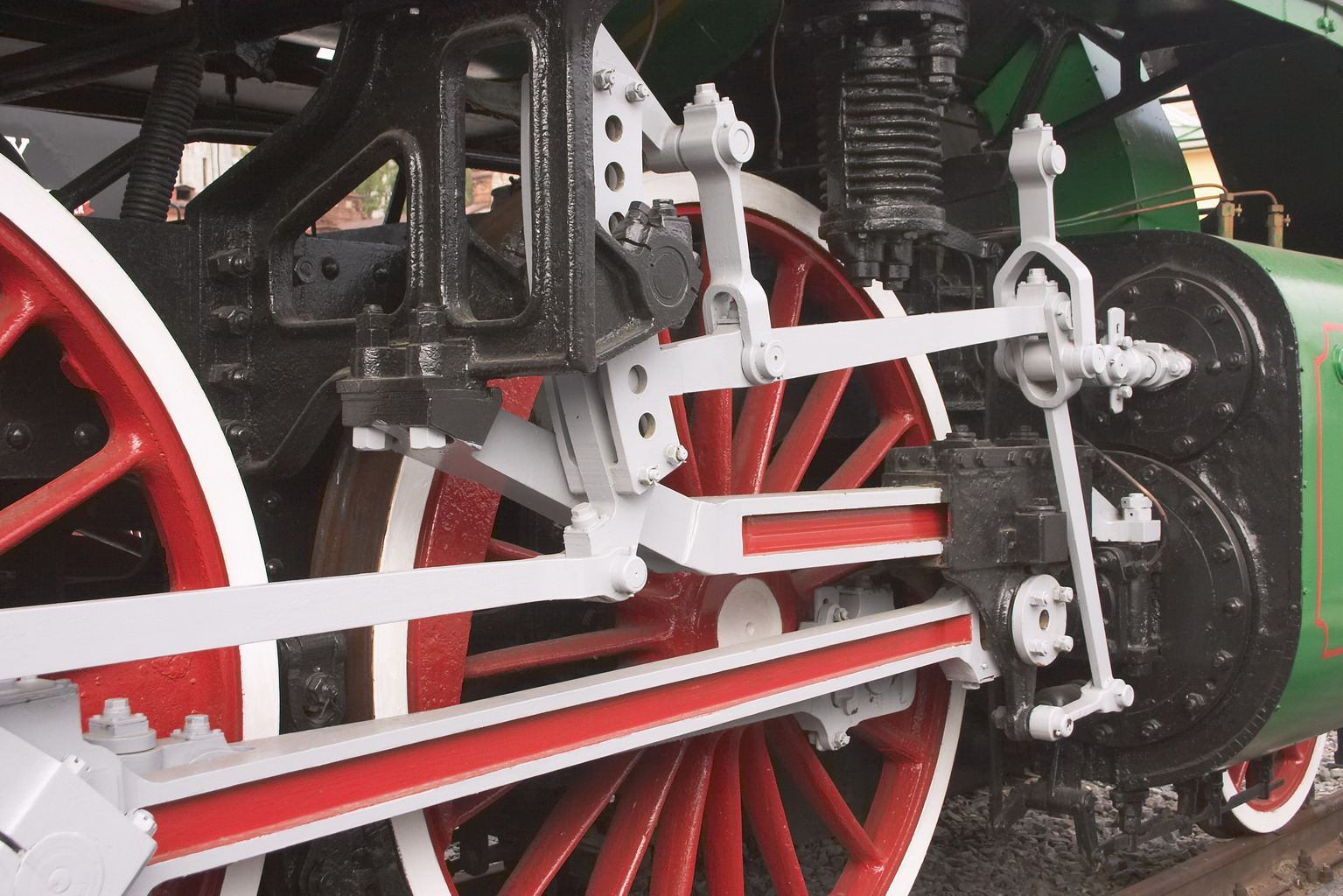
Mecanismul acționării sertarelor
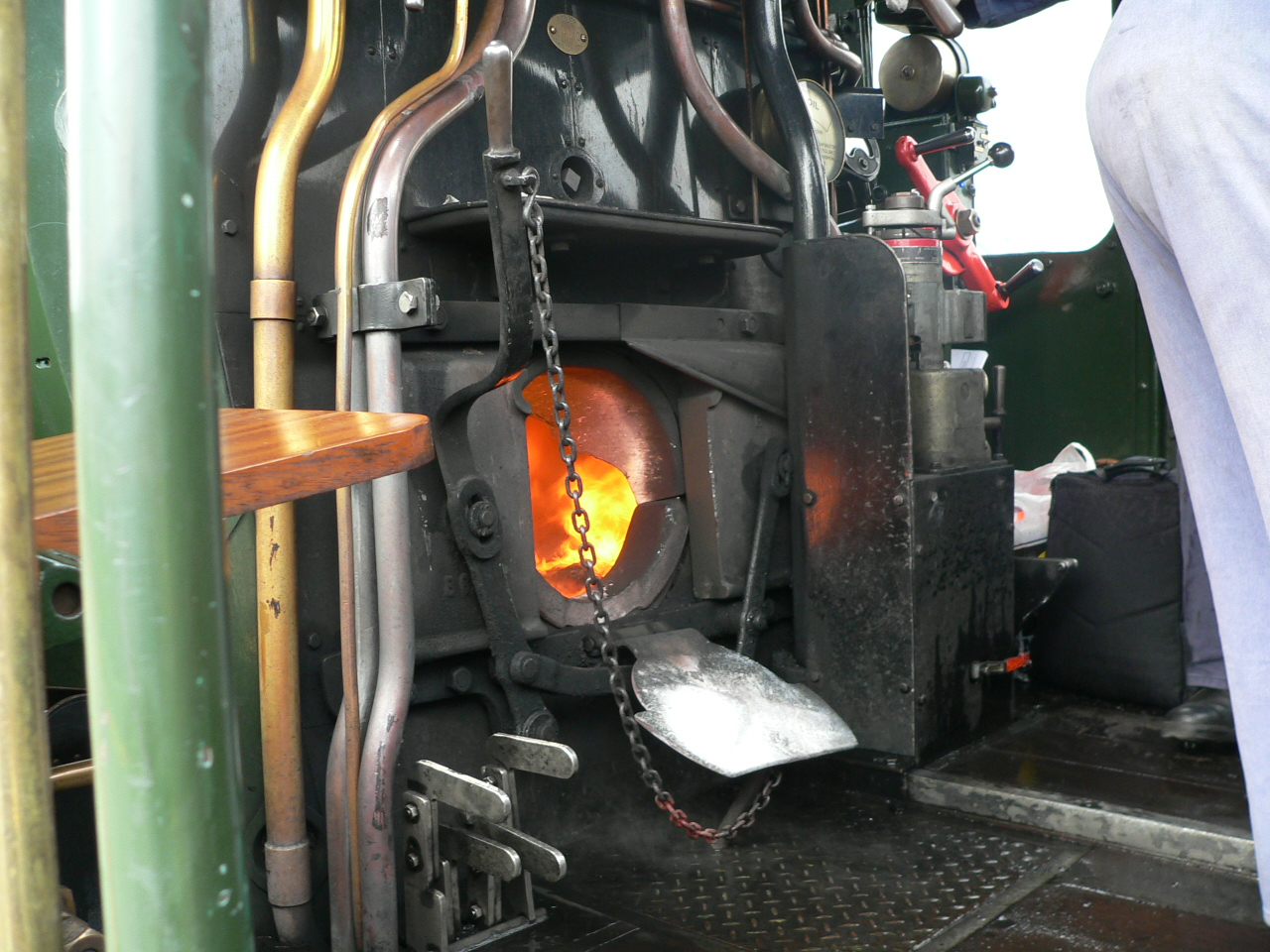
Focarul
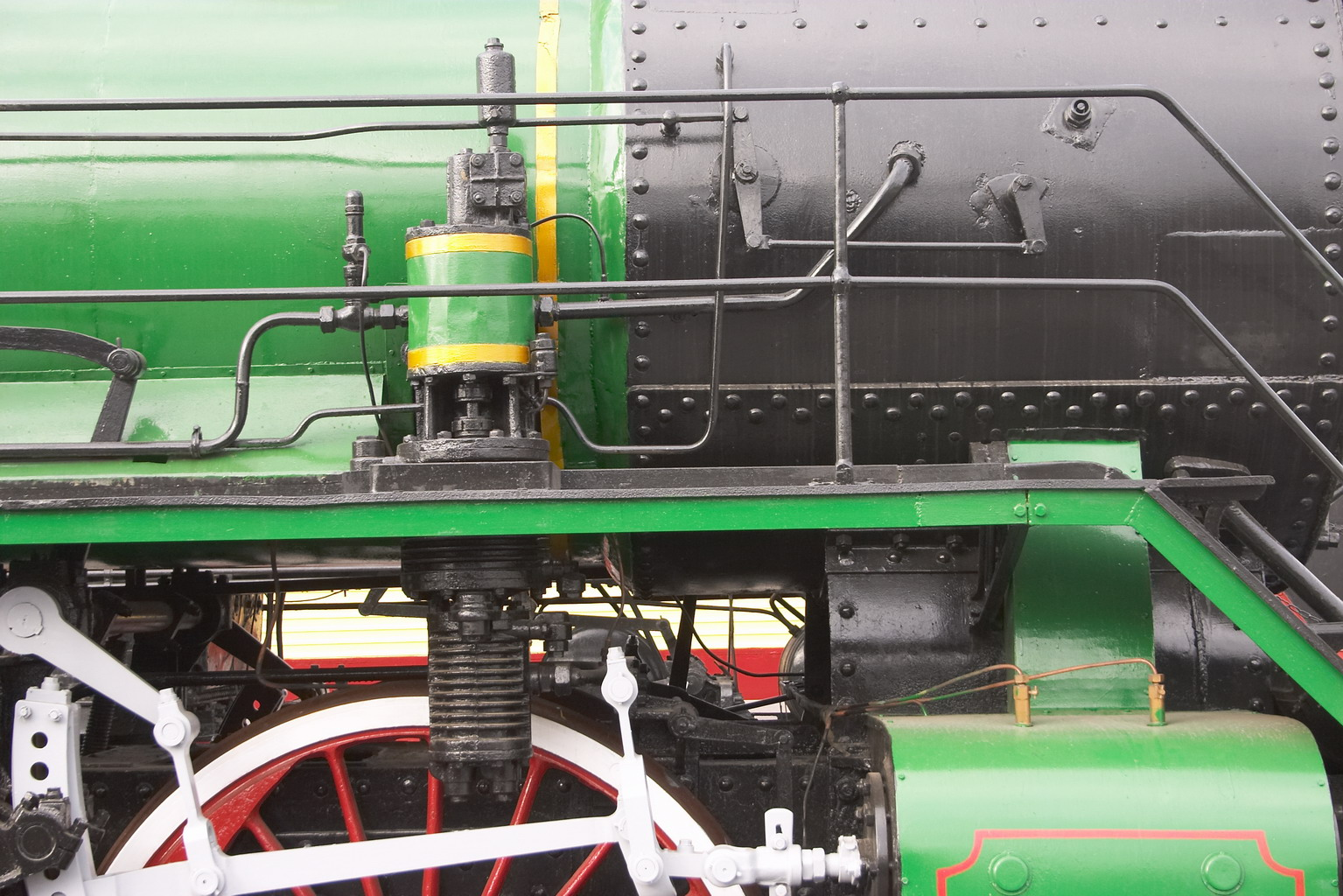
Pompă de aer

### Echipaj
Locomotiva este condusă din spatele cazanului, iar echipajul este protejat de o cabină, numită marchiză. În mod normal este nevoie de un echipaj de cel puțin două persoane pentru a opera o locomotivă cu abur: mecanicul este responsabil de accelerația, frânarea și viteza trenului, pe când fochistul este responsabil de menținerea focului, a presiunii și monitorizarea apei din cazan și tender. Înainte de apariția frânelor automate exista și un alt treilea membru al echipajului de pe locomotivă, frânarul.

### Soluții tehnice

Schema animată de funcționare a locomotivei cu abur: 1. balansoar; 2. manivelă (are rolul de a defaza sertarul cu un sfert de ciclu față de manivela atașată roții motoare); 3. tija ce acționează sertarul; 4. tija transversală (îmbunătățește sincronizarea sertarului); 5. pivot (ce conectează tija principală de tija transversală); 6. cilindrul sertarului; 7. cilindrul principal; 8. tija de reglare (acționată de mecanic)

Funcționarea sertarului: 1. supapa din stânga 2. supapa din dreapta 3. bielă 4. cilindrul sertarului

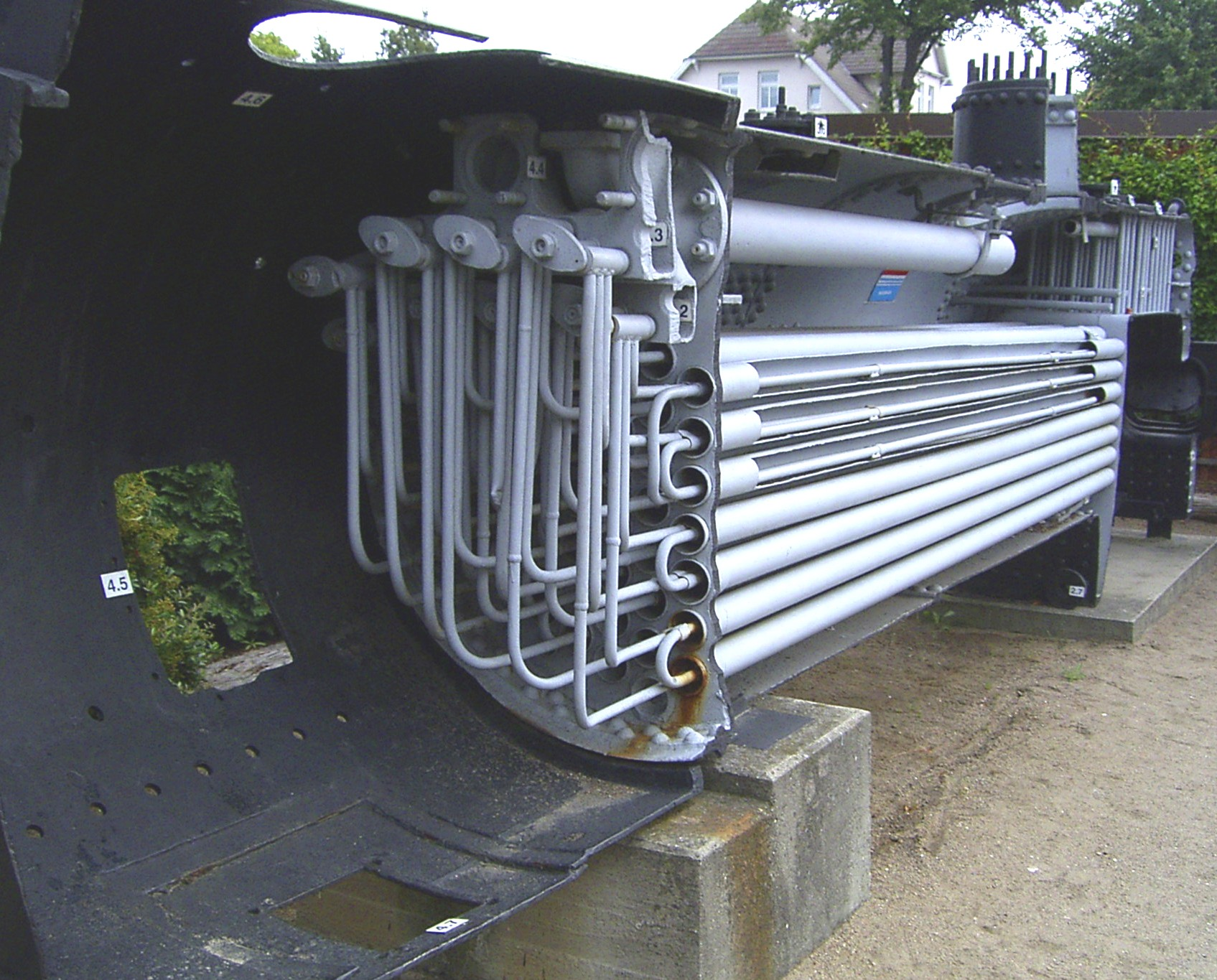
Cazan cu supraîncălzire: a se observa cum țevile se întorc pe același traseu

#### Focar cu încărcare mecanică
Puterea unei locomotive depinde și de debitul de combustibil cu care este alimentată. De obicei fochistul avea sarcina alimentării, folosindu-se de o lopată cu care azvârlea cărbunii în focar. Cu timpul însă, și-au făcut apariția locomotive tot mai masive și fochistul nu mai putea ține pasul cu debitul de combustibil necesar. Din această cauză multe locomotive au fost dotate cu focar cu încărcare mecanică. Relevant în acest sens este exemplul locomotivei "Big Boy" de la Union Pacific care înghițea 22 de tone de cărbune pe oră, iar la viteza maximă, 50 de tone de apă.

#### Supraîncălzirea
Locomotivele secolului al XIX-lea foloseau abur saturat, iar primele locomotive cu abur supraîncălzit au fost construite la începutul anilor 1900, folosind presiuni de peste 200 psi.  În momentul în care a fost descoperită această nouă tehnologie locomotivele aproape că își atingeau limitele maxime posibile cu abur saturat. Unii specialiști cum ar fi F.M. Swengel susțin că nicio altă inovație tehnologică nu a egalat tehnologia supraîncălzirii cu privire la înlăturarea limitărilor modelului de motor cu abur.
Metoda uzuală pentru supraîncălzire consta în direcționarea aburului din cazan în elemenții de supraîncălzire (sub formă de țevi lungi). Acești elemenți erau și ei încălziți de foc și astfel temperatura aburului era ridicată cu 55 până la 85 °C. În acest fel eficiența motorului creștea cu 10 - 15%.
Totuși, eficiența s-a dovedit a nu fi direct proporțională cu temperatura, ca urmare creșterea prea mare a temperaturii nu era utilă. În ultimii ani ai locomotivelor cu abur temperatura aburului varia în jur de 315 °C iar unele locomotive erau dotate cu termometru pentru controlul acestei temperaturi. Depășirea temperaturii de siguranță ducea câteodată la explozia cazanului și accidente grave.

#### Preîncălzirea apei de alimentare
Preîncălzirea apei este o soluție care ajută la mărirea randamentului termic. În acest proces o parte din căldura care ar fi trebuit să fie evacuată este recuperată și transferată apei ce urmează a fi încălzită în cazan. În acest fel se evită și șocul termic care ar fi avut loc în cazan în momentul pătrunderii apei reci. Acest sistem a fost introdus la locomotivele cu abur începând cu anii 1920 iar cazanul Franco-Crosti este un bun exemplu în acest sens.

#### Alimentarea cu apă și condensarea aburului
Locomotivele cu abur consumă cantități considerabile de apă și astfel aprovizionarea a fost permanent o problemă de logistică. În primele etape ale dezvoltării căilor ferate, multe orașe nu ofereau pompe de alimentare cu apă, așa că echipajul oprea în apropierea pârâurilor și umpleau tenderul folosind găleți. Această metodă de alimentare este încă folosită pe anumite căi ferate mici, cum ar fi mocănița de pe Valea Vaserului.
În zonele de deșert a fost adoptată soluția condensării aburului. Această procedură era realizată de mecanismul de condensare prevăzut cu niște radiatoare uriașe unde se condensa aburul ce în mod normal urma să fie evacuat pe coș, după care apa lichidă era refolosită. Acest dispozitiv trebuia construit în așa fel încât uleiul de ungere să fie eliminat din abur. În acest fel se evita pătrunderea apei în cilindri: dacă uleiul ajungea în cazan agitația apei provoca formarea spumei care apoi ajungea în cilindri provocând avarii. Cel mai relevant exemplu de astfel de locomotive prevăzute cu sistem de condensare a apei sunt cele din Clasa 25C folosite între anii 1950-80 în deșertul Karoo din Africa de Sud.

#### Izolarea cazanului
Cantități mari de căldură se pierd când cazanul nu este izolat corespunzător. Locomotivele timpurii foloseau în acest scop scânduri, fixate de-a lungul cazanului cu brățări de fier. Metodele mai avansate de izolare presupun căptușirea cazanului cu un mortar pe bază de minerale poroase cum ar fi diatomitul. Alte metode includ folosirea azbestului, vatei de sticlă și a foliei de aluminiu drept izolatori.

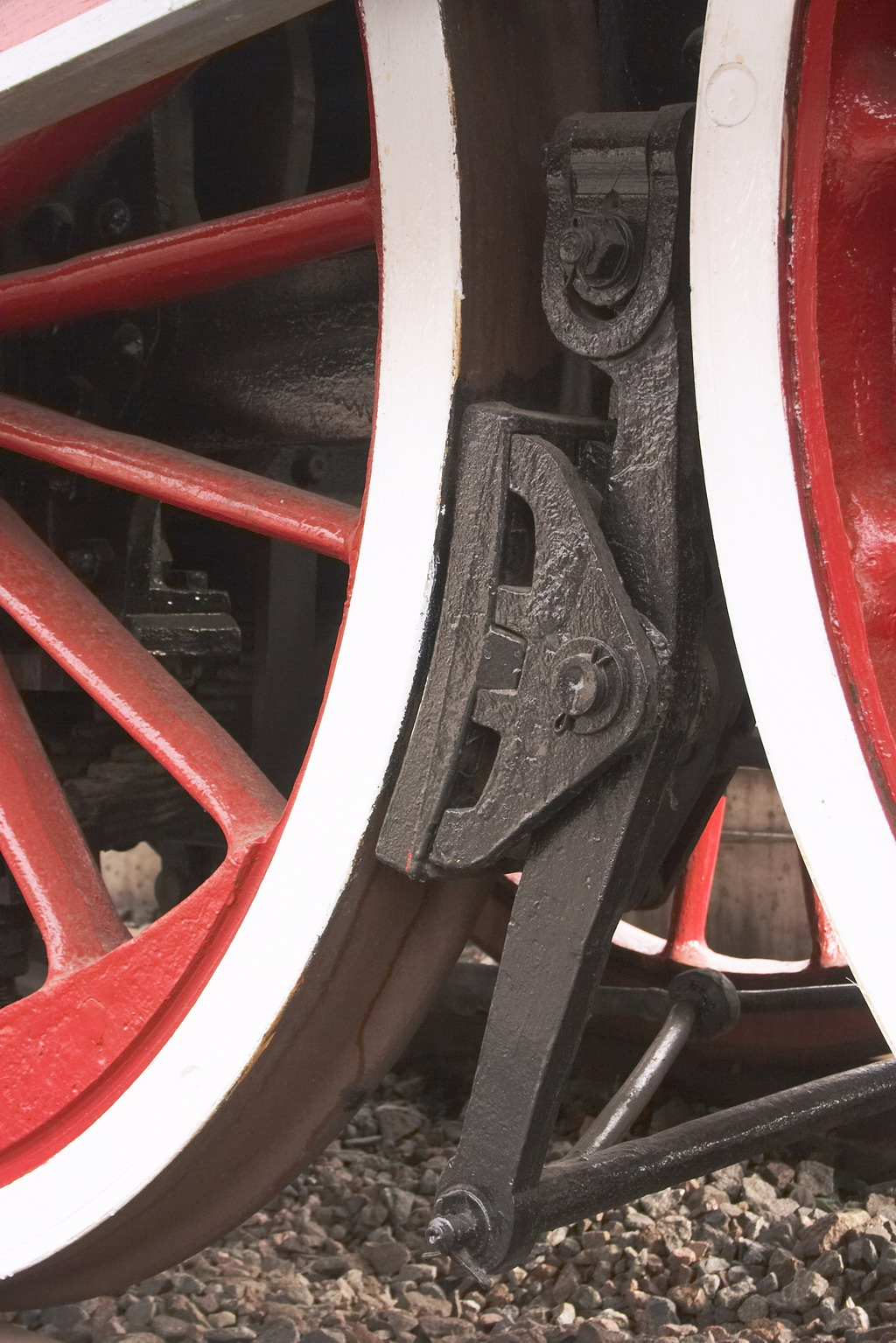
Sabot de frână

#### Frânarea
Frânarea este realizată cu ajutorul unor saboți mari ce presează roțile motoare. La începutul locomotivelor cu abur, aceștia erau acționați manual, pe fiecare vagon, de frânari. În 1869 George Westinghouse a avut ideea să acționeze frânele cu aer comprimat generat de compresoare și pompe acționate cu abur și care de obicei sunt montate în partea laterală a cazanului sau în fața camerei de fum.
Alternativa frânelor cu aer era reprezentată de frâna cu vid, în care este folosită o mașină cu abur pentru a crea vid și a elibera frânele. O altă pompă de vid e folosită pentru a menține vidul în sistem în ciuda unor posibile scăpări din sistem.
Locomotivele cu abur sunt aproape întotdeauna prevăzute cu cutii de nisip. Din aceste cutii nisipul este trimis pe șine pentru a îmbunătății aderența și a face posibilă frânarea la timp în prezența precipitațiilor. Cutia cu nisip sau domul cu nisip este de obicei montat deasupra cazanului.

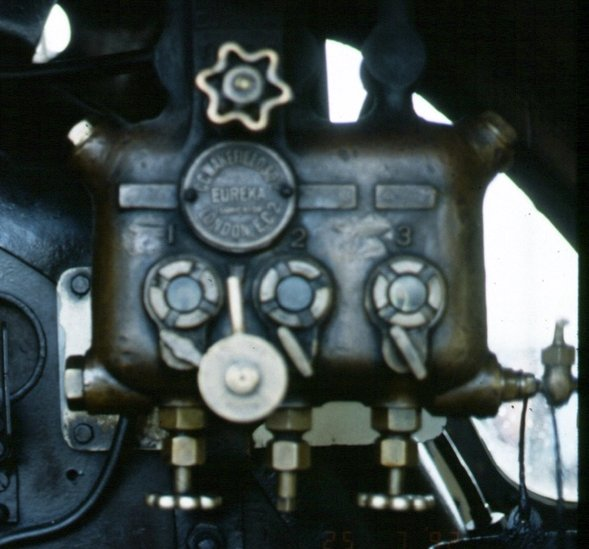
Ungător prin dezlocuire marca Wakefield

#### Ungerea
Pistoanele și valvele celor dintâi locomotive erau unse de mecanic, care turna seu direct în țeava de evacuare.
Pe măsură ce vitezele și distanțele creșteau a fost necesară utilizarea mecanismelor automate de ungere. Unul dintre cele mai vechi mecanisme de ungere avea ca principiu de funcționare dezlocuirea unei rezerve de ulei cu apă.  Acest lubrificator prin dezlocuire colecta abur care apoi condensa în rezervorul de ulei și se precipitau sub formă de apă dezlocuind uleiul care se scurgea prin țevi. De obicei acest mecanism era montat în cabină și era prevăzut cu o sticlă de nivel pentru a putea fi observată rata de ungere. O alta metodă era pomparea uleiului cu ajutorul unei pompe acționate de la articulația unei biele. În ambele cazuri debitul de ulei este proporțional cu viteza locomotivei.
Ungerea celorlalte componente se făcea cu ajutorul țevilor ce transportau uleiul din rezervor și asigurau o ungere continuă. O problemă a fost faptul că uleiul curgea în timp ce locomotiva staționa. Nu după mult timp au apărut și mecanisme ce permiteau scurgerea uleiului doar când locomotiva era în mișcare.

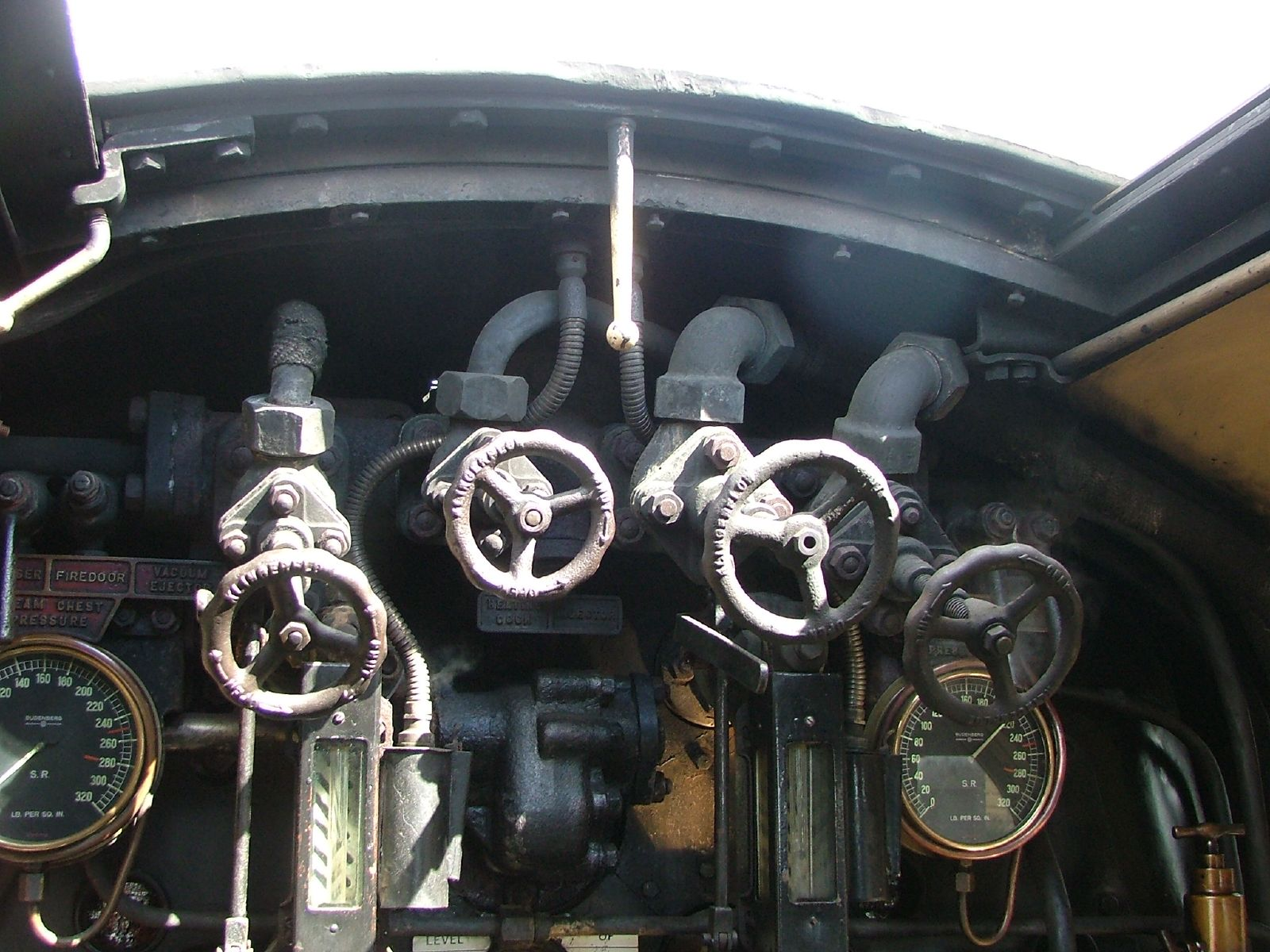
Manometre: cel din dreapta indică presiunea din cazan

#### Controlul presiunii
Inițial locomotivele nu erau prevăzute cu instrumente de măsură a presiunii aburului, dar aceasta se putea estima după poziția supapei de siguranță, care se întindea până la panoul de control din spatele cazanului. Totuși în cadrul competiției de la Rainhill, Anglia, participanții au fost obligați să doteze locomotivele cu instrumente corespunzătoare de măsură a presiunii. Astfel George Stephenson a montat de-a lungul coșului de fum al locomotivei sale, "Rocket", un tub cu mercur cu o lungime de 2,75 m. Începând din anii 1850 pentru măsurarea presiunii sunt folosite manometre cu tub Bourdon.

#### Controlul automat
O altă îmbunătățire a fost controlul automat al locomotivei. La începutul secolului al XX-lea, au apărut primele locomotive dotate cu acest dispozitiv de siguranță care primea semnale de avertizare și acționa automat frânele în cazul depășirii unui semnal. În a doua jumătate a secolului al XX-lea acestea au devenit obligatorii în unele țări, inclusiv pentru locomotivele cu abur.

### Randament
Cea mai mare parte din energie este pierdută prin căldura evacuată și arderea incompletă. Mai mult, căldura generată prin frecare este neglijabilă, cea mai multă căldură fiind disipată în procesul de ardere a combustibilului, prin pereții cutiei de foc, ai cazanului și prin coșul de fum. În practică motorul cu abur atingea un randament termic de maximum 10 %. Acest procent se referă strict la energie dar trebuie ținut seama și de eficiența economică, ținând cont că combustibilul locomotivelor cu abur este mult mai ieftin decât combustibilul lichid (benzină, motorină, păcură).
Astăzi câteva proiecte de locomotive cu abur moderne se străduiesc să îmbunătățească randamentul: proiectul britanic 5AT se laudă cu un randament de 14 %.

### Performanțe
Astăzi locomotivele cu abur sunt considerate depășite tehnologic iar în comparație cu locomotivele moderne sunt mult mai puțin performante. Totuși, locomotivele cu abur construite în perioada interbelică ajungeau la performanțe impresionante, unele având o viteză maximă de peste 200 km/h. Un exemplu în acest sens este locomotiva 4468 Mallard care la 3 iulie 1938 a stabilit recordul de 201,2 km/h.
Pentru stabilirea performanței erau folosite două metode. Prima era o evaluare bazată pe parametrii termici și caracteristicile mecanice ale componentelor motorului, și anume: presiunea din cazan, diametrul pistonului, cursa pistonului și diametrul roții de tracțiune. Tracțiunea este dată de formula:
{\displaystyle F_{t}={\frac {cPd^{2}s}{D}}},
unde
- Ft este tracțiunea (forța de tracțiune)
- c este o constantă care reprezintă scăderea în presiune de la cazan la cilindru și frecarea.
- P este presiunea din cazan
- d este diametrul pistonului
- s este cursa pistonului
- D este diametrul roții de tracțiune

O altă metodă consta în calcularea puterii efective. Pe lângă numeroase formule se folosea un vagon dotat cu instrumente de măsură ce era tractat pe durata testării și care înregistra diverși indicatori.

## Evoluție
La început, locomotivele cu abur se deplasau cu o viteză comparabilă cu cea a unei trăsuri trase de cai. Din această cauză erau folosite mai mult în industrie, la transportul în mine și uzine. Cu timpul însă, performanța creștea și s-a început construirea de căi ferate pentru transportul de călători. Astfel, Liverpool and Manchester Railway, deschisă în 1825, a fost prima rută feroviară destinată transportului de pasageri. Pe această rută locomotiva The Rocket construită de inginerul George Stephenson a atins viteza de 48 km/h.
Dezvoltarea locomotivelor cu abur a luat avânt, iar până la sfârșitul secolului lumea civilizată era împânzită de căi ferate. Pe 10 mai 1893, locomotiva #999 a căii ferate New York Central & Hudson River a menținut o viteză medie de 165 km/h pe o distanță de 10 km și a atins viteza maximă de 180 km/h.
Punctul culminant în evoluția locomotivei cu abur poate fi considerat jumătatea secolului al XX-lea. Din acest moment a început înlocuirea intensivă a locomotivelor cu abur cu locomotivele diesel. În acel moment locomotivele cu abur deveniseră niște giganți pe căile ferate. Pe continentul Nord-American la data de 5 septembrie 1941 a fost livrată prima locomotivă din seria "Big Boy" a Union Pacific în orașul Omaha. Această locomotivă este considerată ca fiind cea mai mare și mai puternică: dezvolta o tracțiune de 602,18 kN.
Mai jos sunt sintetizate într-un tabel recordurile de viteză a locomotivelor cu abur de-a lungul anilor:
| Anul | Țara / rută                                             | Locomotiva                            | Viteza maximă în km/h |
| ---- | ------------------------------------------------------- | ------------------------------------- | --------------------- |
| 1769 | Franța/ Paris                                           | Automobilul cu abur al lui Cugnot     | 3,5 - 4               |
| 1825 | Anglia / Stockton and Darlington Railway                | „Locomotion”, a lui George Stephenson | 24                    |
| 1830 | Anglia / Liverpool-Manchester                           | „The Rocket”, a lui Robert Stephenson | 48                    |
| 1835 | Anglia / Liverpool-Manchester                           | Locomotiva lui Sharp & Roberts        | peste 100             |
| 1890 | Franța                                                  | „Crampton No. 604”                    | 144                   |
| 1893 | USA / New York Central Railroad                         | No. 999                               | 181                   |
| 1901 | Austro-Ungaria / rută de test către Viena               | Locomotiva kkStB 108 din Praga        | 140                   |
| 1907 | Germania/ K.Bay.Sts.B.                                  | S 2/6                                 | 154                   |
| 1935 | Franța/ NORD                                            | 3.1174                                | 174                   |
| 1935 | USA / Chicago, Milwaukee, St. Paul and Pacific Railroad | Klasse A Nr. 1                        | 181                   |
| 1936 | Germania/ Deutsche Reichsbahn                           | 05 002                                | 200,4                 |
| 1938 | Anglia / LNER                                           | Clasa A4 Nr. 4468 „Mallard”           | 201,2                 |

## Clasificare

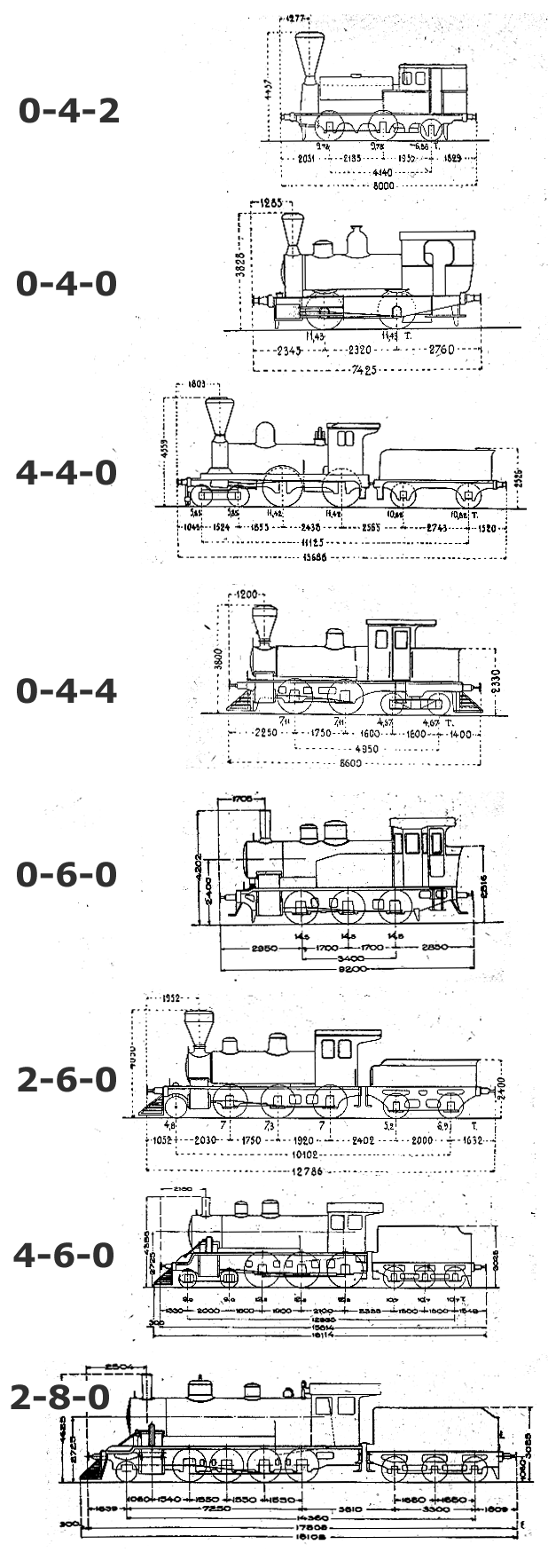
Exemple de aranjament al roților

Clasificarea locomotivelor cu abur se face după aranjamentul roților. Există două mari sisteme de clasificare: notația Whyte și clasificarea UIC (Uniunea Internațională a Căilor Ferate).
Notația Whyte este folosită în majoritatea țărilor de limbă engleză și țările Commonwealth-ului. Acest sistem codifică aranjamentul roților folosind cifre astfel: #roți de direcție - #roți de tracțiune- #roți de susținere. Exemplu: 2-4-2 semnifică o pereche de roți în față care sunt montate pe un ax (osie), 2 osii motoare (4 roți) și în spate o osie ce susține cabina mecanicului și/sau o parte din cazan.
Clasificarea UIC (numită și „notația germană”) se folosește pe continentul european cu excepția Marii Britanii. Notația este asemănătoare doar că se referă la numărul de osii, iar osiile de tracțiune sunt notate cu majuscule(A=1, B=2 etc.) Exemplu: 2-4-2 în notația Whyte este echivalent cu 1-B-1 în notația UIC.
Căile Ferate Române au utilizat o codificare asemănătoare cu notația Whyte, cu deosebirea că, în locul numărului de roți, se folosea numărul de osii. Astfel, locomotiva încadrată ca 2-4-2 după notația Whyte era încadrată ca 121 după notația C.F.R., deci introdusă în seria 121.000, cele trei cifre (în unele cazuri patru) din dreapta punctului reprezentând numărul de ordine al locomotivei în cadrul seriei. Această notație este uneori numită „notația franceză”.

## Construcții speciale

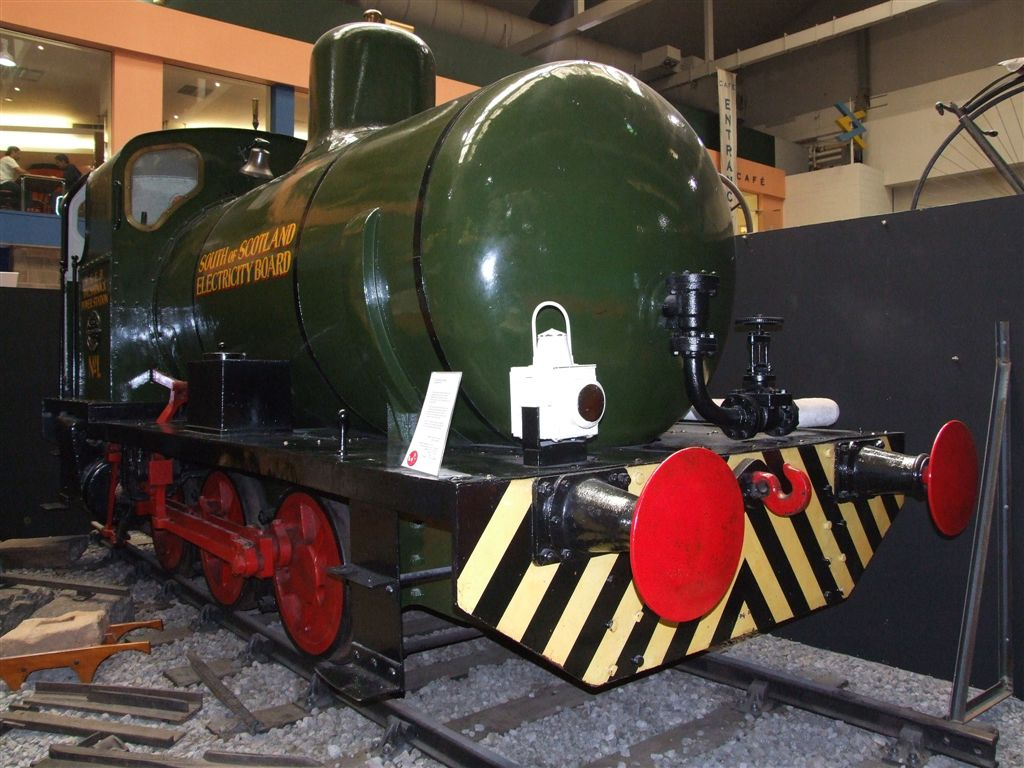
Locomotivă fără focar

### Locomotiva fără focar
În cazurile în care existența focului liber constituia un pericol, de exemplu în rafinăriile de petrol, pentru manevra pe liniile interioare s-au construit locomotive cu abur speciale, fără focar. Ele erau echipate cu un tambur mare, care era încărcat cu apă la fierbere sub presiune, provenită din cazanele centralei termice ale rafinăriei. Aburul, în echilibru cu apa la fierbere se separa în domul de abur din partea de sus a tamburului și era folosit la acționarea motorului cu abur. Pe măsură ce aburul era consumat, presiunea din tambur scădea și noi cantități de abur se formau din apa care devenea supraîncălzită. La scăderea presiunii sub un anumit nivel, locomotiva se întorcea la centrală pentru a fi realimentată.
Ideea unei asemenea locomotive a apărut în 1864 datorită lui Zerah Colburn, care a sugerat folosirea lor în metroul londonez, dar a devenit viabilă de-abia în secolul al XX-lea, odată cu apariția cazanelor de mare presiune.

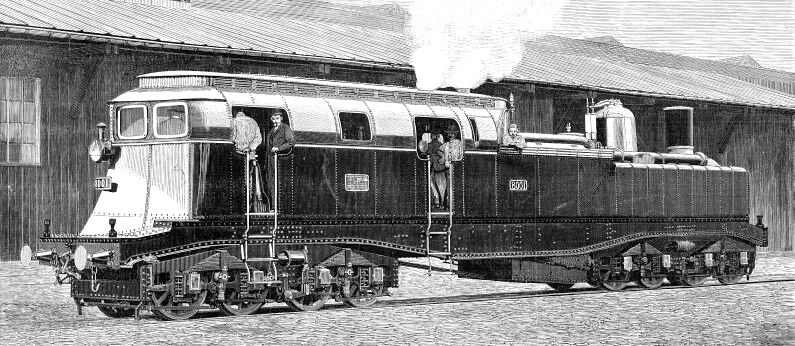
Locomotiva Heilmann No. 8001, Chemins de Fer de l'Ouest

### Locomotivele cu abur și electricitatea
O locomotivă cu abur-electrică este concepută similar unei locomotive diesel-electrice, doar că generatorul este antrenat de un motor cu abur. Trei asemenea locomotive au fost construite de inginerul francez Jean Jacques Heilmann în anii 1890.
Datorită condițiilor neobișnuite (lipsă de cărbune, suficient curent hidroelectric), anumite locomotive din Elveția au fost modificate în timpul celui de-al doilea război mondial pentru a încălzi cazanul folosind electricitatea, fiind deci locomotive electrice-cu abur.
De asemenea, anumite locomotive clasice cu abur puteau folosi un sistem de preîncălzire extern sau intern ce permitea menținerea temperaturii aburului peste noapte și reluarea operării foarte rapid în dimineața următoare.

### Turbine cu abur
Locomotivele cu turbină cu abur au reprezentat unul din experimentele încercate pentru a îmbunătăți eficiența locomotivelor cu abur. Experimentele cu turbine cu abur folosind transmisie directă sau electrică au eșuat în majoritatea țărilor datorită prafului, vibrațiilor, problemelor de design sau eficienței scăzute la viteze mici.  Totuși, unul din proiecte, numit Turbomotive, a fost în mare parte un succes, fiind planificată o producție de serie anulată însă din cauza celui de-al Doilea Război Mondial. Turbomotive a funcționat între 1935 și 1949, când a fost transformată într-o locomotivă clasică datorită dificultăților în găsirea pieselor de schimb.

## Apusul locomotivei cu abur
Încă de la apariția primelor locomotive diesel-electrice, la începutul secolului XX, se întrevedea declinul puterii aburului.
Pe măsură ce soluțiile alternative, precum transmisia electrică, au devenit mai bune în anii 1930, ele au câștigat cotă de piață în America de Nord., schimbarea definitivă având loc în anii 1950. În Europa, dispariția aburului de pe căile ferate importante a avut loc în aceeași perioadă, datorită electrificării pe scară largă. Astăzi majoritatea locomotivelor cu abur funcționale în aceste zone sunt folosite cu scopuri turistice. În România un exemplu bun în acest sens este "Mocănița", o locomotivă de cale ferată cu ecartament îngust (760 mm) mai este folosită astăzi în puține zone ale țării pentru a atrage turiștii.
Datorită familiarității cu tehnologiile folosite și datorită faptului că locomotivele cu abur puteau fi alimentate cu o gamă largă de combustibili fosili, acestea au supraviețuit până la începutul secolului al XXI-lea în unele țări, în special în zone în care combustibilul era la îndemână, ca de exemplu în minele de cărbune.
Cauza principală a scoaterii din folosință a locomotivelor cu abur a fost costul de întreținere ridicat, dat de randamentul mult mai scăzut față de locomotivele diesel. Combustibilul ocupă mult spațiu, prin urmare este nevoie de mult spațiu de stocare: în general, tenderul pentru cărbune, rezervorul de apă și cazanul formează mai bine de 50% din corpul locomotivei. Masivitatea acestor locomotive, împreună cu angrenarea simetrică a roților contribuia la deteriorarea rapidă a căii ferate. De altfel orice reparație a locomotivei necesită o muncă laborioasă și mult timp. Timp mult se pierdea și cu pornirea locomotivei, în cazul în care nu exista un sistem de preîncălzire: de obicei câteva ore până ce apa din cazan era adusă la fierbere, iar înainte de "înnoptare" cutia de foc trebuia curățată de zgură și cenușă.
Fumul emis de locomotivele cu abur a constituit de asemenea un motiv pentru înlocuirea cu tehnologia diesel sau diesel-electrică, acest tip de locomotivă fiind creat în mod special pentru a respecta normele privitoare la emisia de fum (care însă nu țineau seamă de poluarea invizibilă, de exemplu cu CO2, sau de cea indirectă, rezultată din generarea energiei pentru locomotivele electrice).

## Galerie foto

### Locomotive celebre

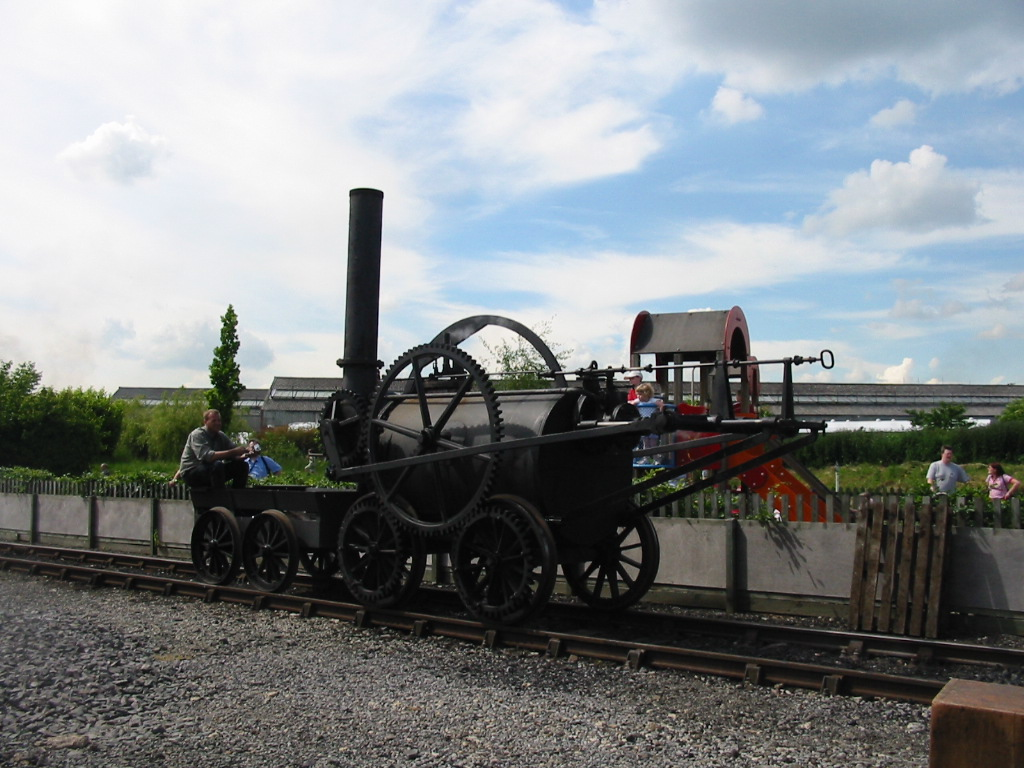
Replică a locomotivei lui Trevithick
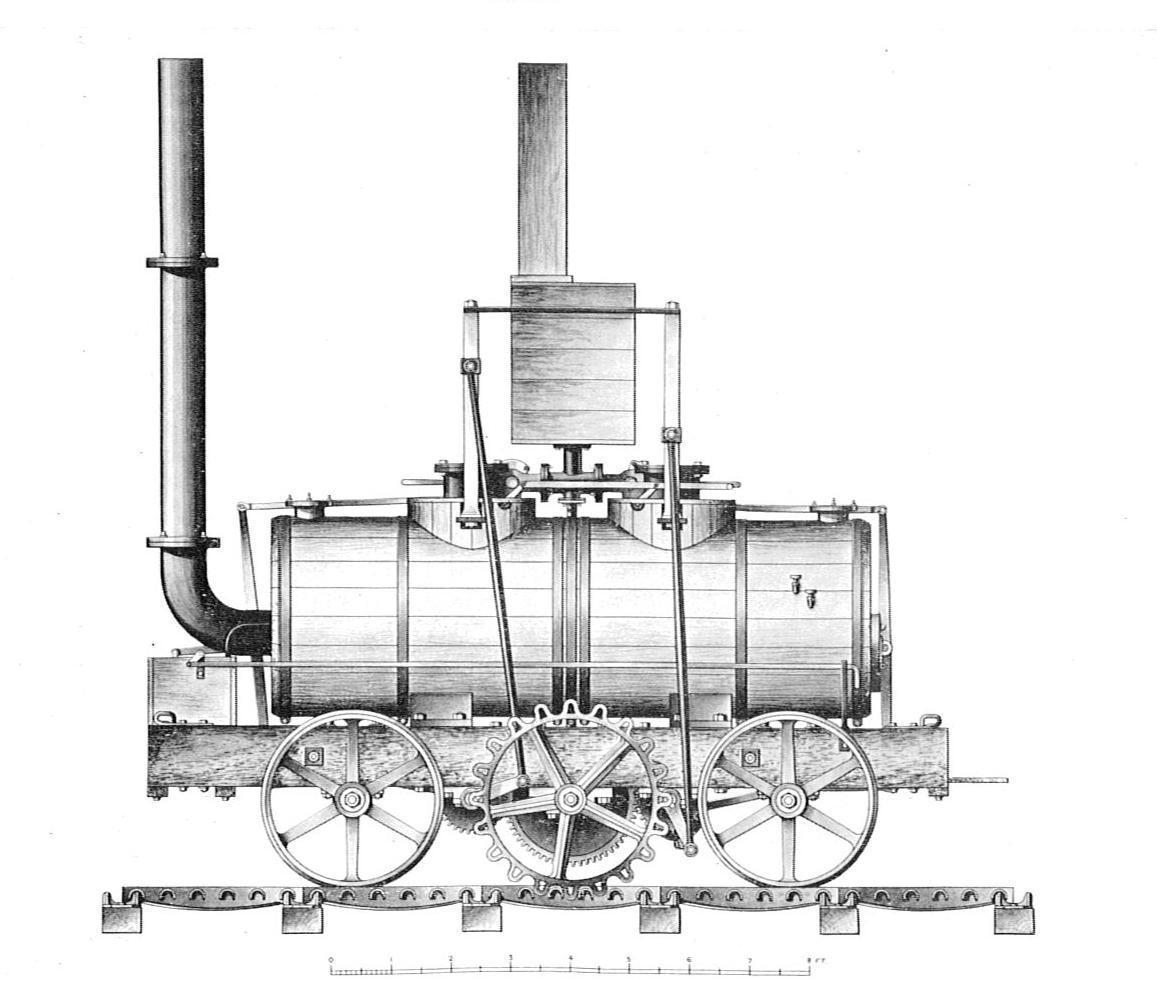
Locomotiva Salamanca construită de Matthew Murray
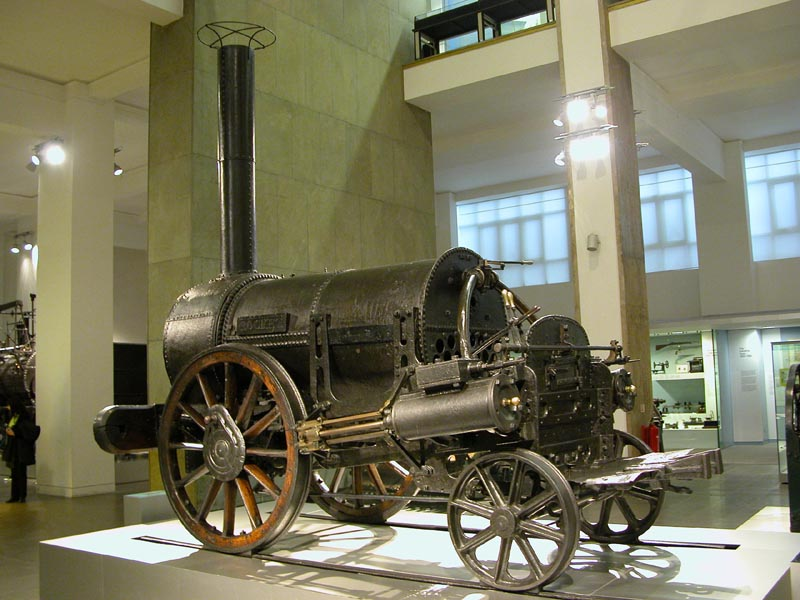
Locomotiva Rocket construită de inginerul George Stephenson
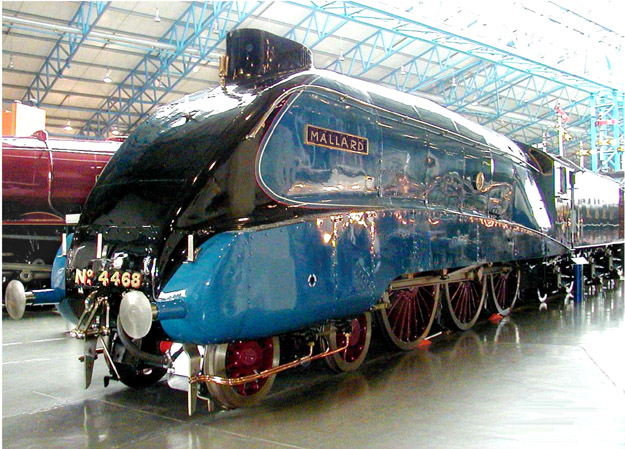
Locomotiva 4468 Mallard, cea mai rapidă locomotivă cu abur: 201,2 km/h
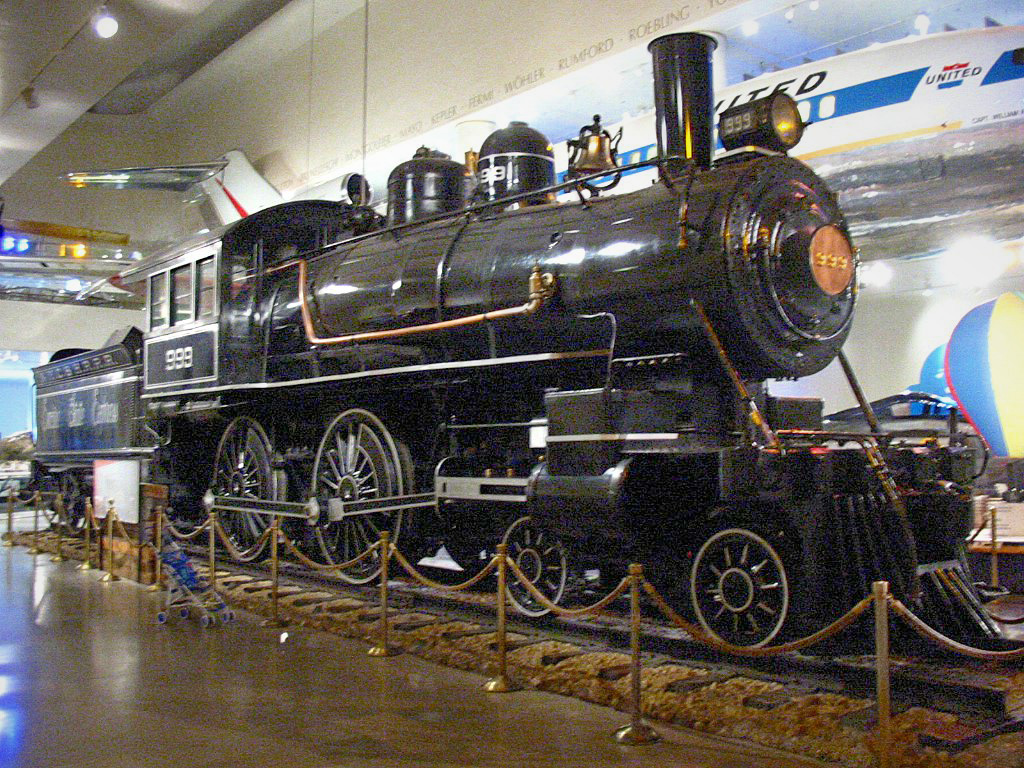
Locomotiva #999 ce a atins viteza de 181 km/h
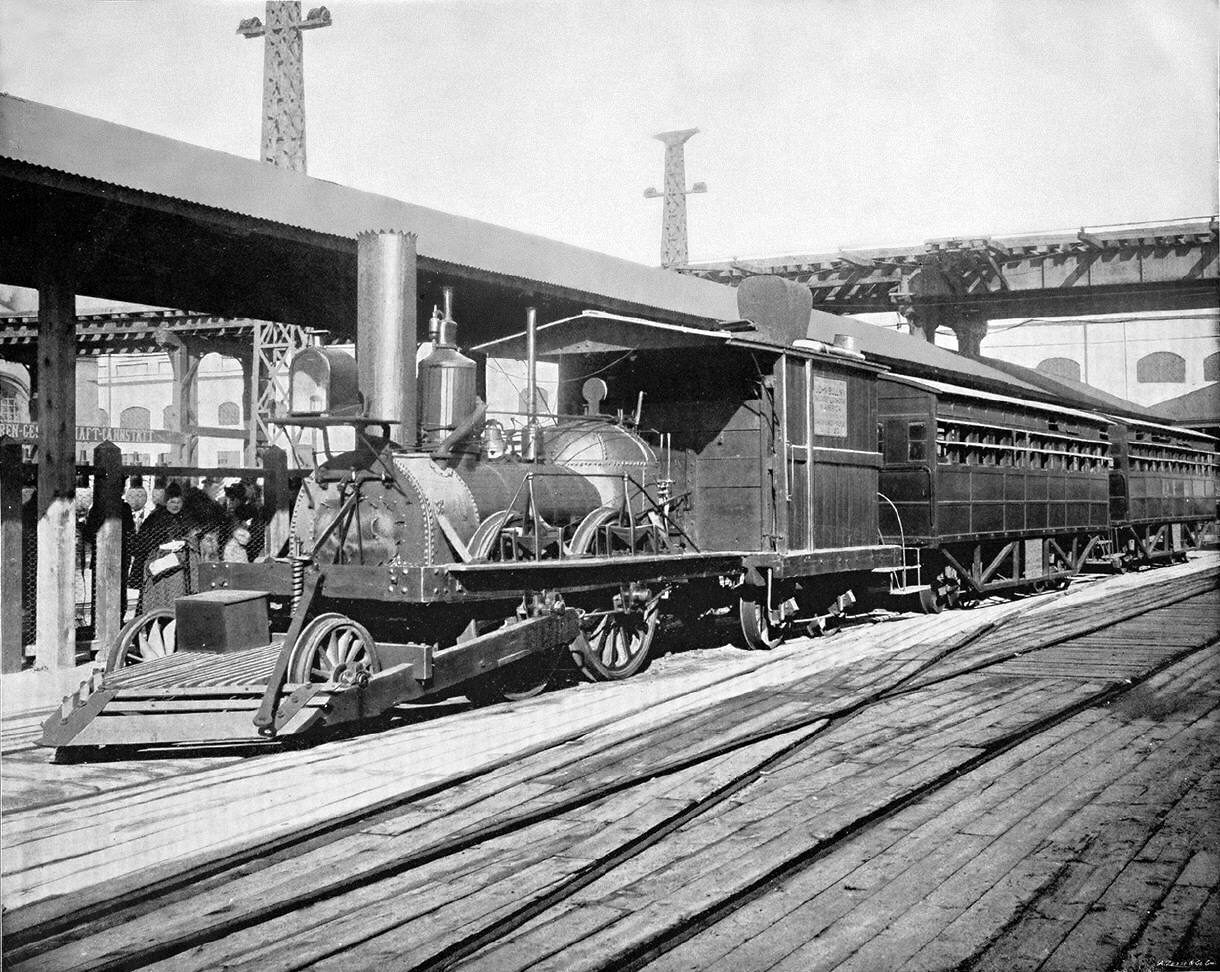
Locomotiva John Bull
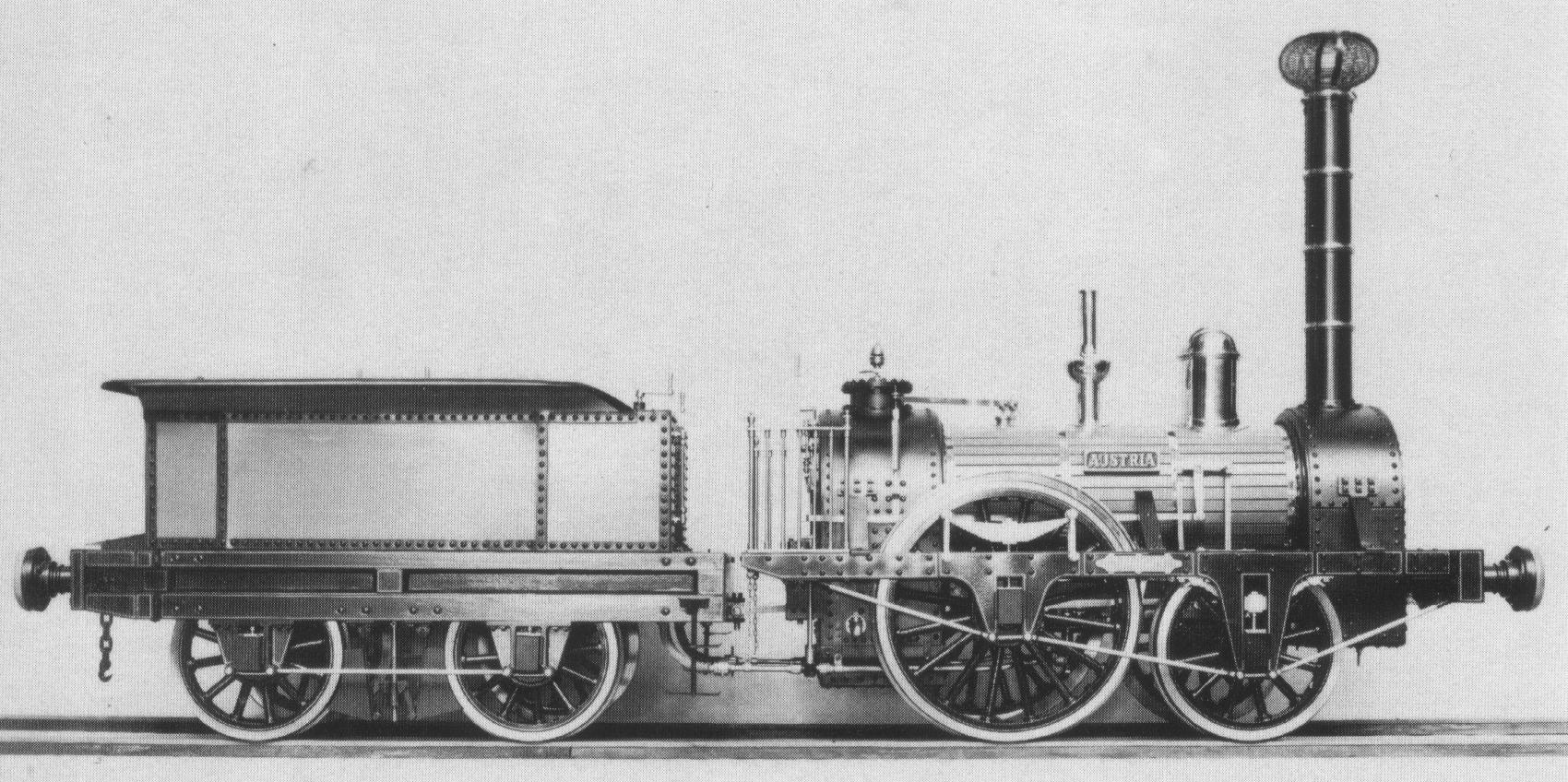
Austria, prima locomotivă din Austria

### Schițe și desene

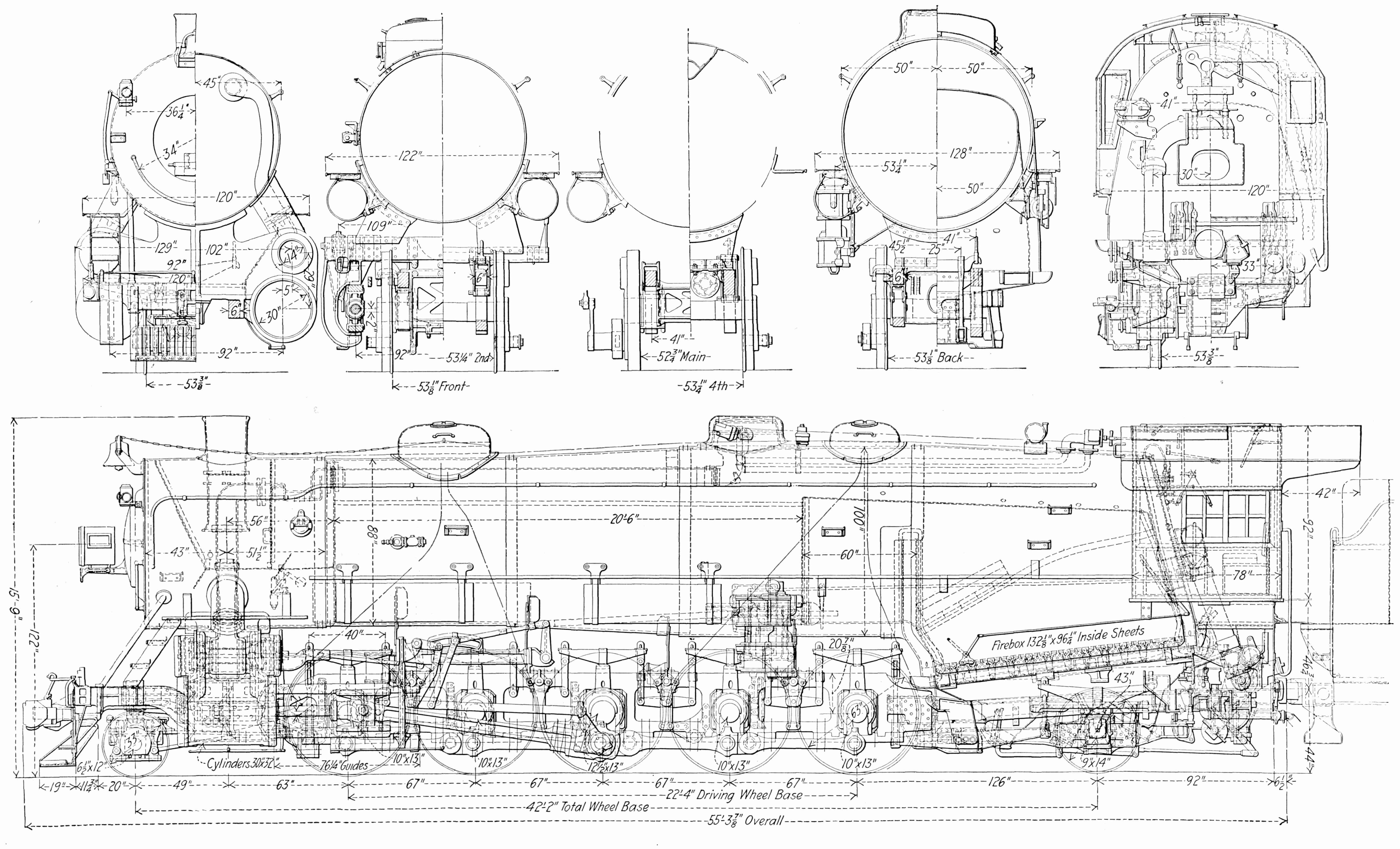
Schița locomotivei Santa Fe
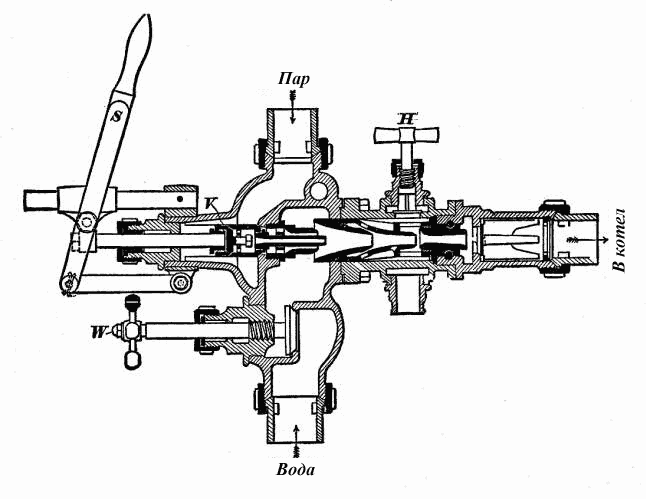
Injector
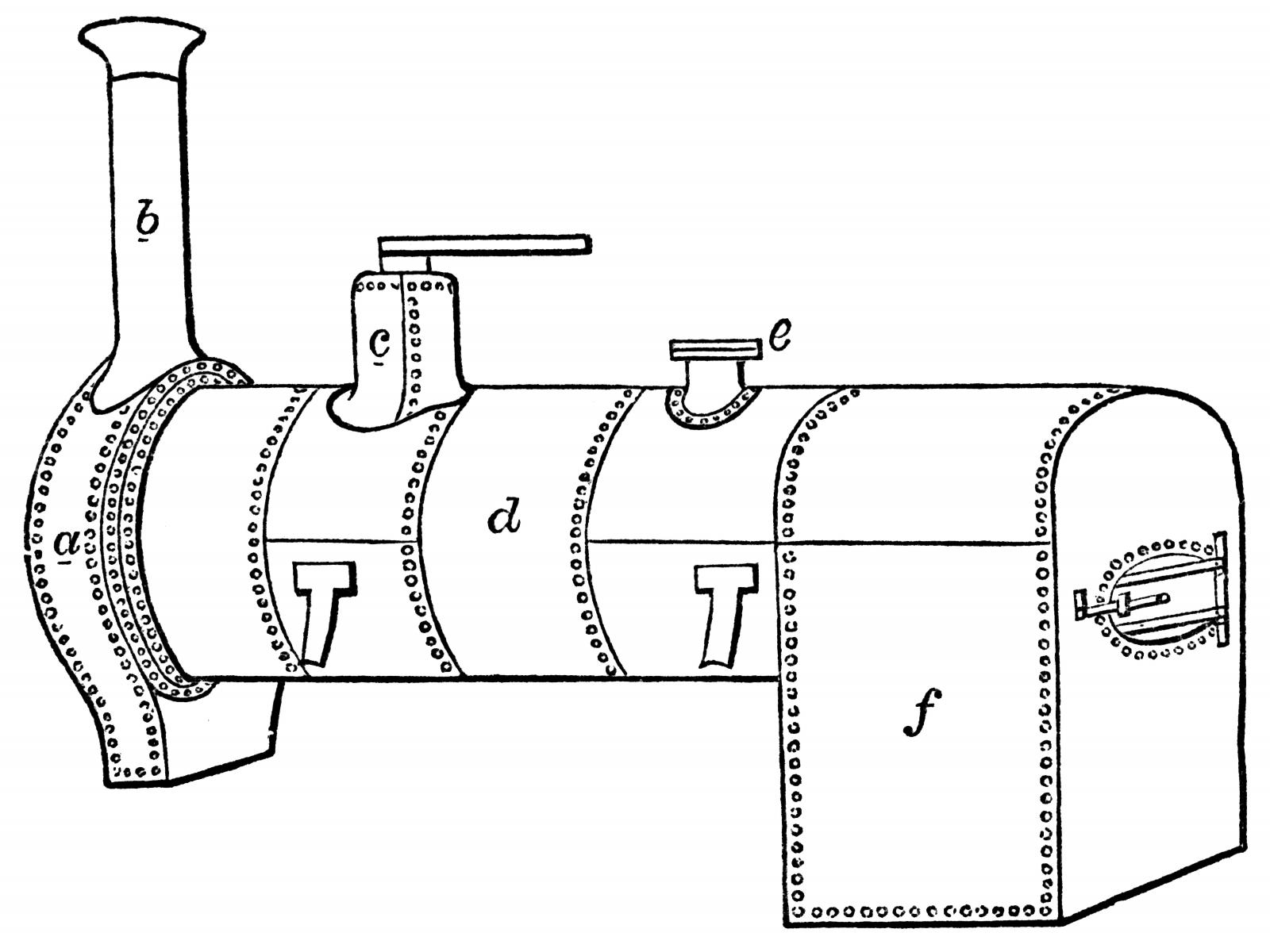
Cazan
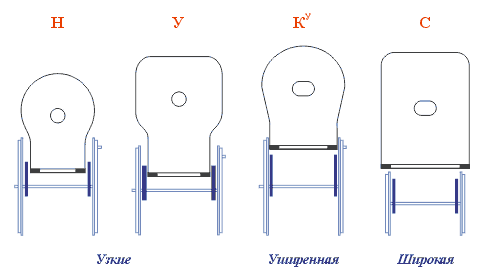
Poziția focarului la diferite lcomotive

### Diverse

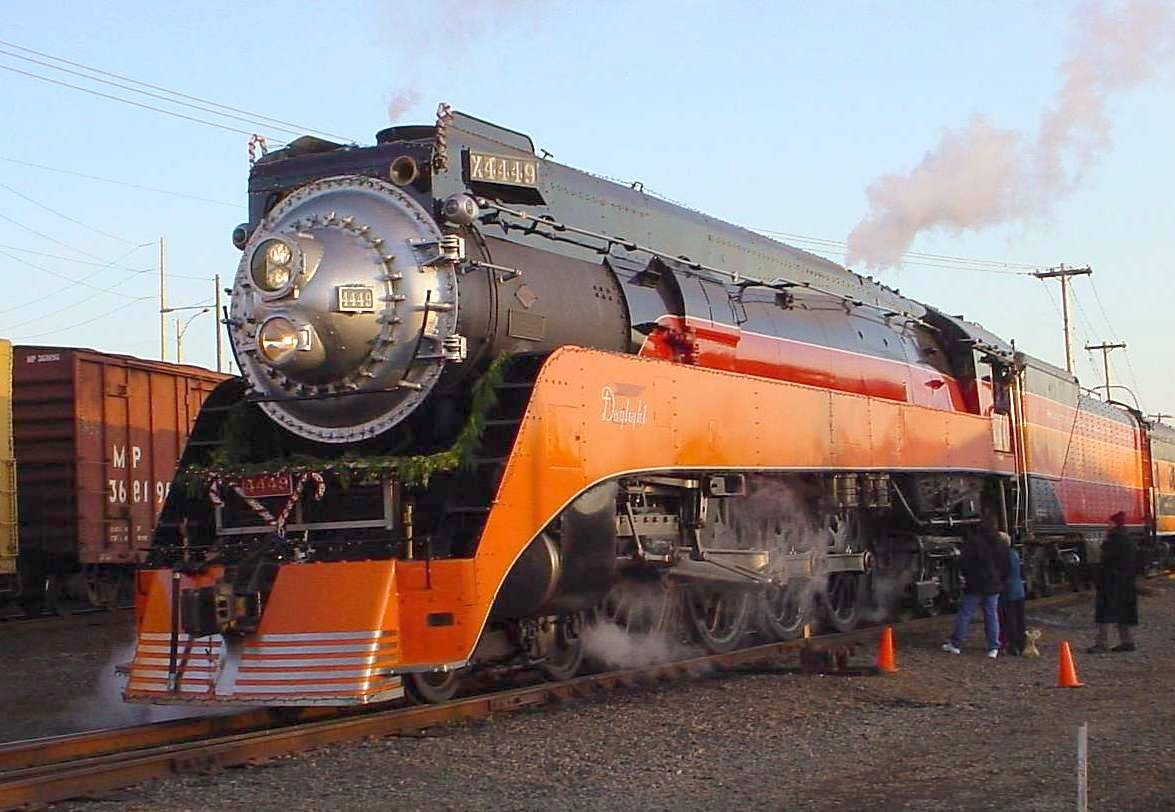
Locomotiva 4449 de la Southern Pacific
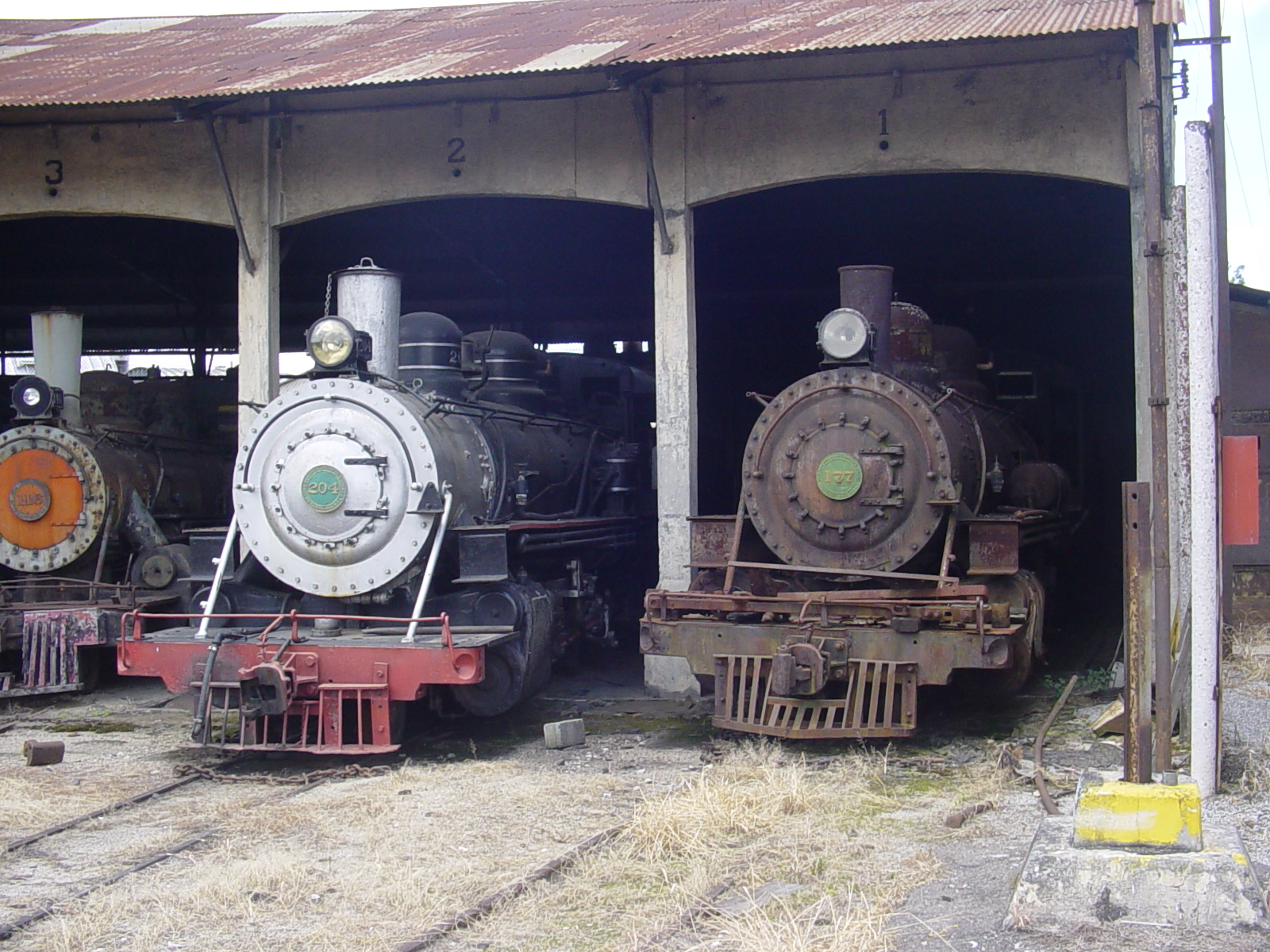
Locomotive cu abur din Guatemala
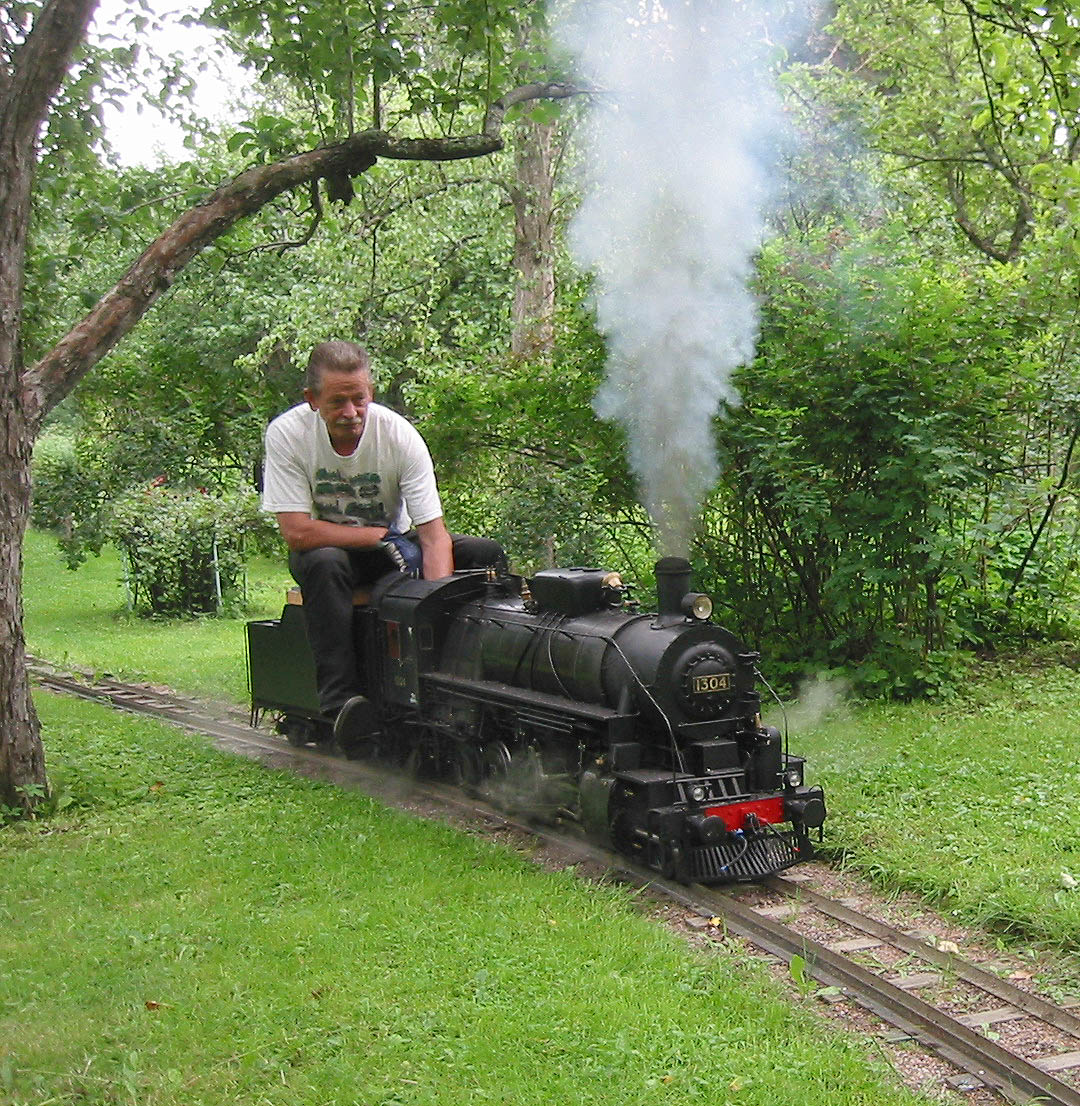
Realizare în miniatură a locomotivei cu abur
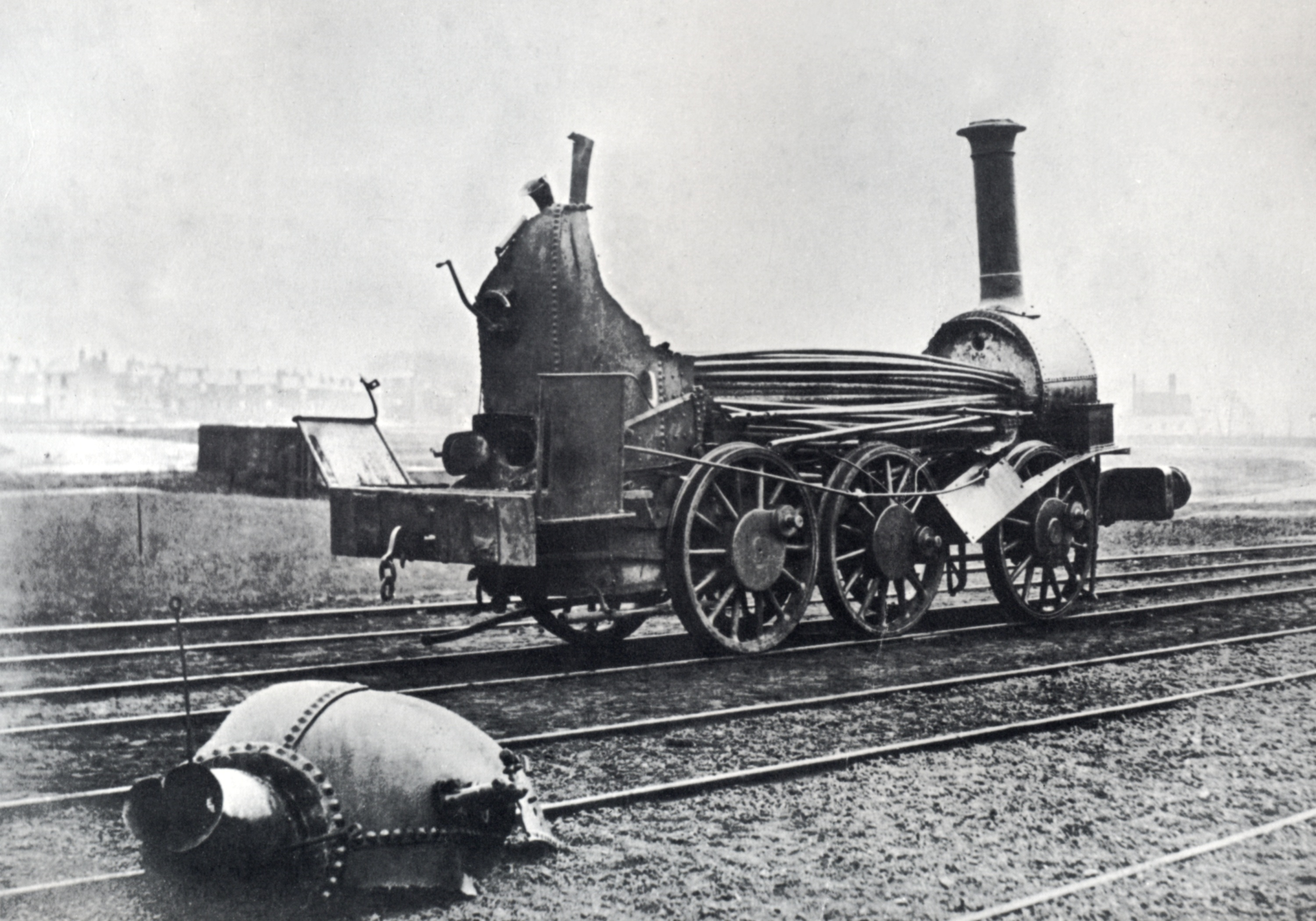
Supraîncălzirea cazanului poate duce la explozia acestuia
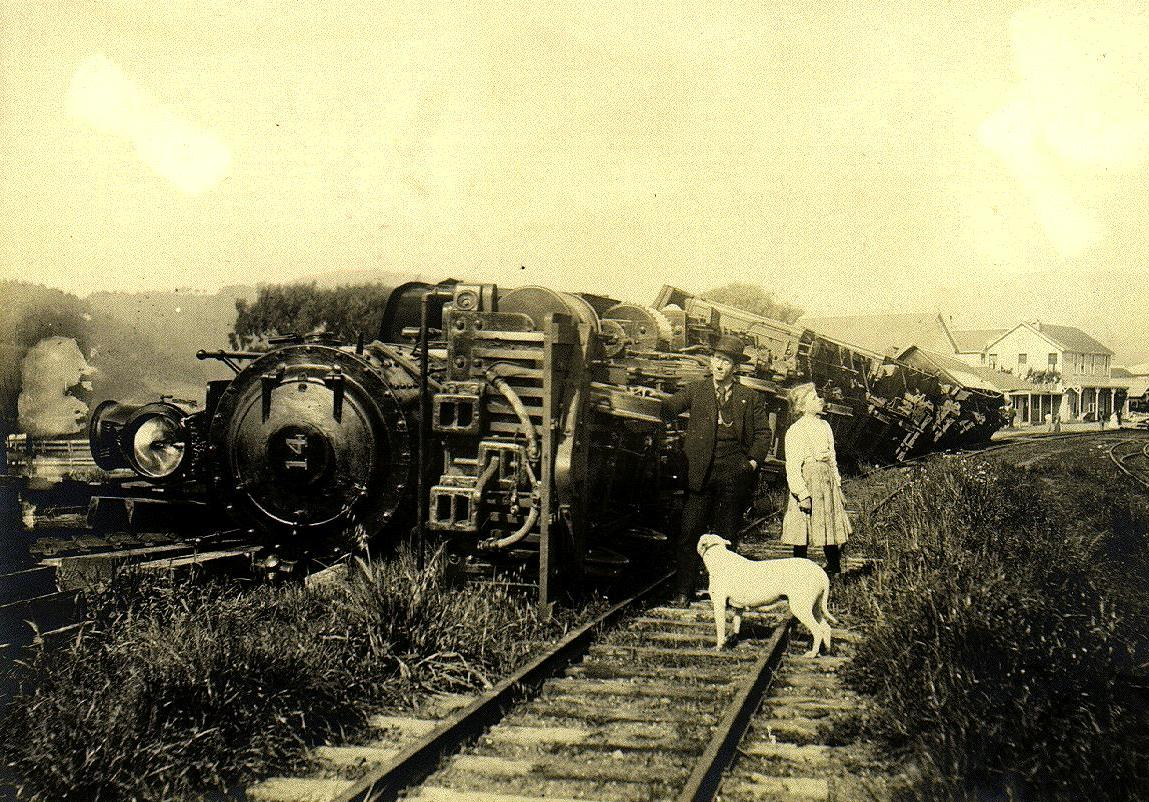
Accident feroviar cauzat de un cutremur
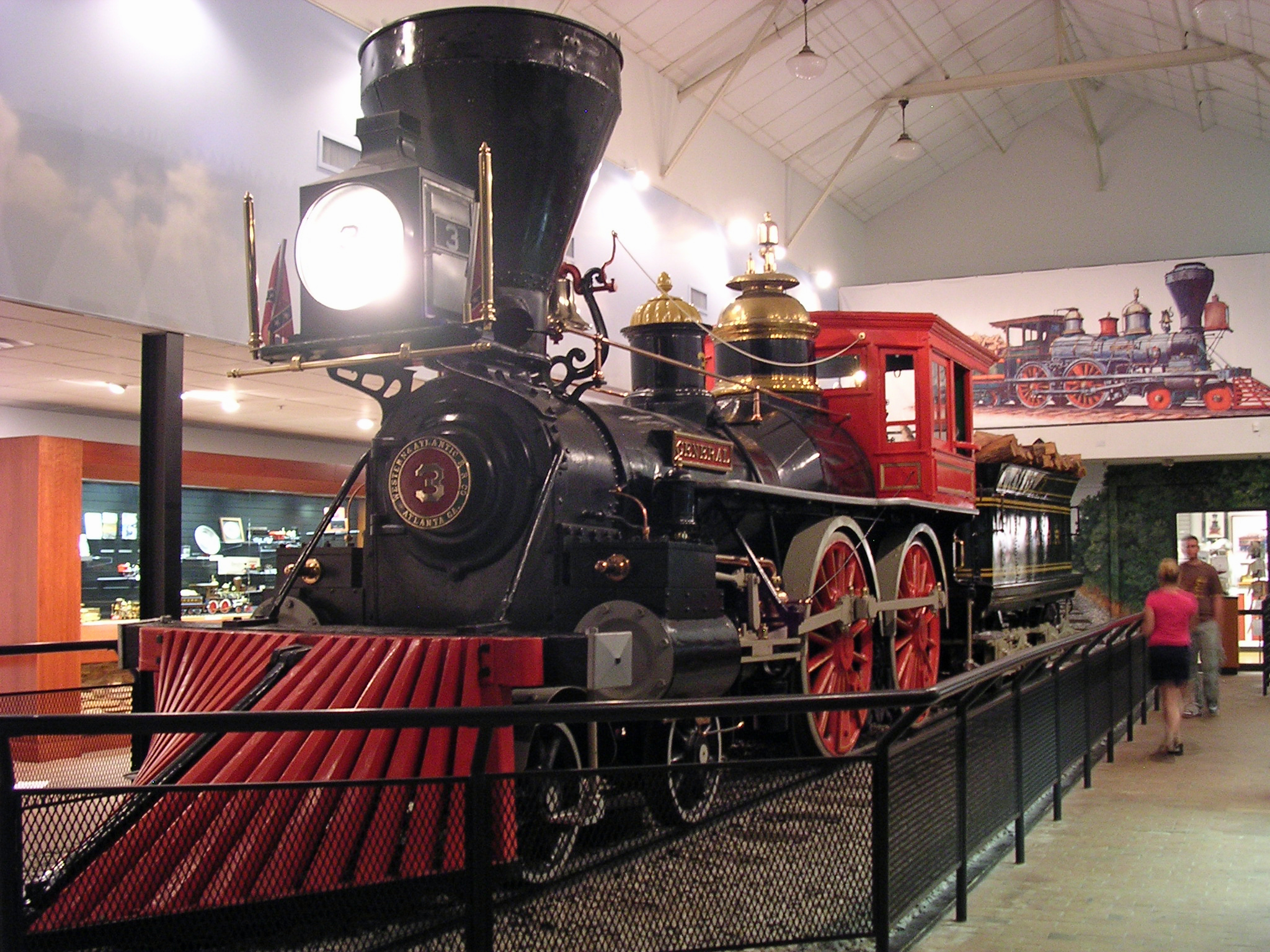
Locomotiva No. 3 The General de la Western and Atlantic Railroad expusă în Kennesaw, Georgia.
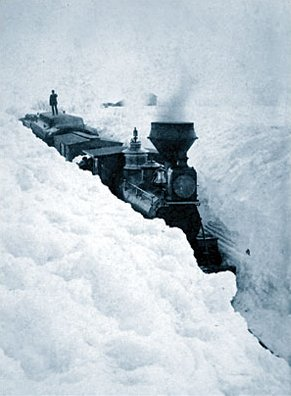
Tren înțepenit în zăpadă
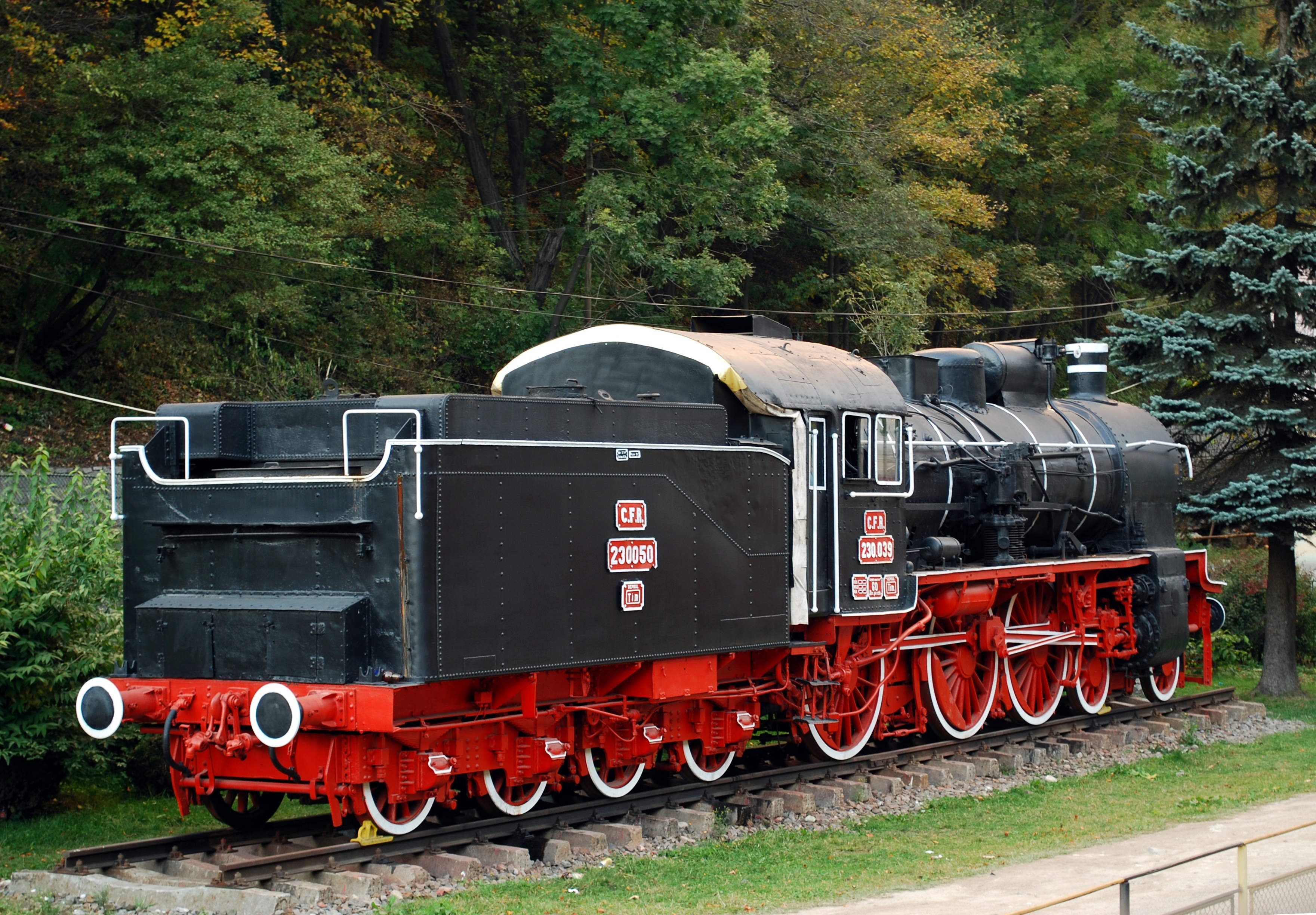
Locomotivă cu abur românească construită la Reșița, din seria 230, destinată trenurilor de călători
Locomotiva expusă pe Calea Griviței, București